# Fortificazioni di Pechino

Schema delle fortificazioni della città di Pechino:
- Città Esterna (giallo);
- Città Interna (grigio);
- Città Imperiale e Città Proibita (arancio).
In verde sono identificati i grandi complessi templari gravitanti intorno alla capitale: Tempio della Terra (N); Tempio del Cielo e Tempio dell'Agricoltura (S); Tempio della Luna (O); Tempio del Sole (E).
Sono identificate le porte e (in blu) il tracciato dei fossati.

Le fortificazioni della città di Pechino (cinese: 北京城S, BěijīngchéngP) erano il complesso sistema di mura, porte, torri, chiuse e fossati che proteggevano la capitale dell'impero cinese. Furono costruite tra l'inizio del XV secolo (circa 1419) e il 1553.
Le mura interne della città erano lunghe 24 km e alte 15 m, con uno spessore di 20 m al livello del suolo e 12 m nella parte superiore, ed un totale di nove porte. Rimasero in piedi per quasi 530 anni ma nel 1965 furono rimosse per consentire la costruzione della Seconda Tangenziale di Pechino e della Linea 2 della Metropolitana di Pechino. Esiste ancora oggi una parte del muro originale a sud della stazione ferroviaria di Pechino, nella parte sud-est della città. Le mura esterne avevano invece un perimetro di circa 28 km ed un totale di sette porte. Furono smantellate a partire dagli anni '50 per decongestionare il traffico cittadino e permettere la crescita infrastrutturale di Pechino. Nel suo insieme, la cinta muraria (interna ed esterna) disegnava una forma "凸" con perimetro di quasi 60 km.
Pechino fu la capitale dell'impero cinese per la maggior parte delle ultime tre dinastie imperiali cinesi (Yuan, Ming e Qing). Era inoltre stata anche capitale secondaria di due dinastie settentrionali (Liao e Jin) e pertanto viene spesso considerata capitale imperiale sotto cinque dinastie. Importantissimo centro di potere politico, Pechino vantava di conseguenza un sistema di fortificazioni di prim'ordine, costituito dalla Città Proibita, dalla Città imperiale, dalla Città Interna e dalla Città Esterna. Le fortificazioni includevano: porte-torri, porte-fortificate, androni, torri d'osservazione e torri d'avvistamento, torrioni angolari, barbacani (in forma di torre, cancello e/o corpo di fabbrica), chiuse (anche in forma di torre) e un sistema di fossati. Si trattava del sistema di difesa più esteso realizzato nella storia della Cina.
Dopo il crollo della dinastia Qing nel 1911, le fortificazioni di Pechino furono gradualmente smantellate. La Città Proibita è rimasta in gran parte intatta, diventando il Museo del Palazzo. Alcune fortificazioni rimangono intatte, tra cui Porta Tiananmen, la porta-torre e la torre di guardia di Zhengyangmen, la torre di guardia di Deshengmen, la torre di guardia angolare sud-orientale e una sezione delle mura interne della città vicino a Chongwenmen. Gli ultimi due componenti formano ora il "Parco delle reliquie delle mura cittadine dei Ming". Nulla della Città Esterna rimane intatto, mentre la Porta Yongdingmen (antico accesso alla Città Esterna) è stata ricostruita nel 2004.

## Storia

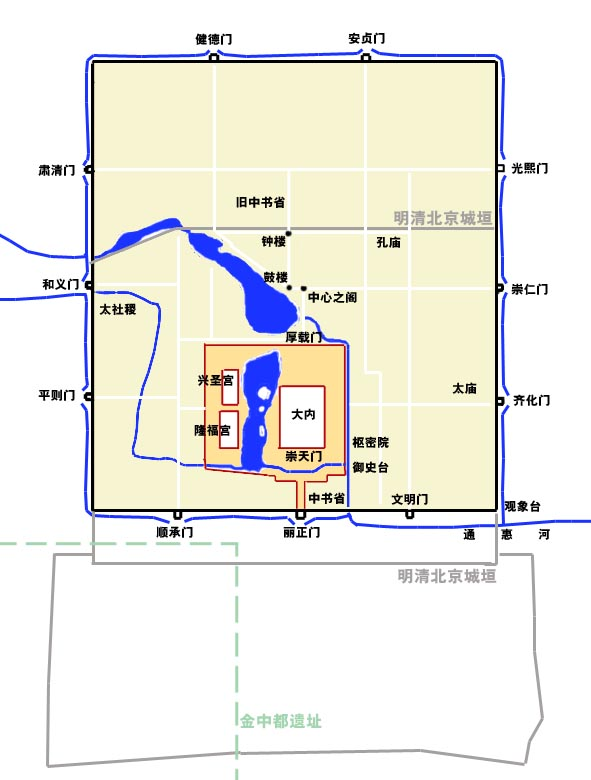
Il sistema di fortificazione della capitale Yuan di Dadu.
La capitale Jin di Zhongdu era situata a sud-ovest (tratteggio).
L'area coperta dalla Pechino dei Ming è delineata in grigio.

### Origini: le fortificazioni preesistenti
La città di Dadu, antesignana della Pechino delle dinastie Ming e Qing, fu costruita nel 1264 dalla dinastia Yuan poco più a nord della vecchia capitale Jin di Zhongdu (già Nanchino al tempo dei Liao) pesantemente danneggiata da Gengiz Khan, intorno al bacino idrico artificiale del c.d. "Lago Taiye". La planimetria di Dadu seguì diverse regole del classico confuciano I Riti di Zhou: "nove assi verticali, nove assi orizzontali", "palazzi nella parte anteriore, mercati nella parte posteriore", "culto ancestrale a sinistra, culto divino a destra". Era di ampia scala, rigorosa nella pianificazione e nell'esecuzione e completa nelle attrezzature. Aveva 11 porte: i lati est, sud e ovest del perimetro murato avevano tre porte ognuno, mentre il lato nord aveva solo due porte. Le porte orientali, da nord a sud, erano: Guangximen (光熙门S), Chongrenmen (崇仁门S) e Qihuamen (齐化门S). Le porte occidentali erano, da nord a sud: Suqingmen (肃清门S), Heyimen (和义门S) e Pingzemen (平则门S). Le porte meridionali erano, da ovest a est: Shunchengmen (顺承门S), Lizhengmen (麗正T, 丽正门S, LìzhèngménP, lett. "Porta della Bella Giustizia") e Wenmingmen (文明门S). Le due porte settentrionali erano invece Jiandemen (健德门S) a ovest e Anzhenmen (安贞门S) ad est.

### Le mura dei Ming

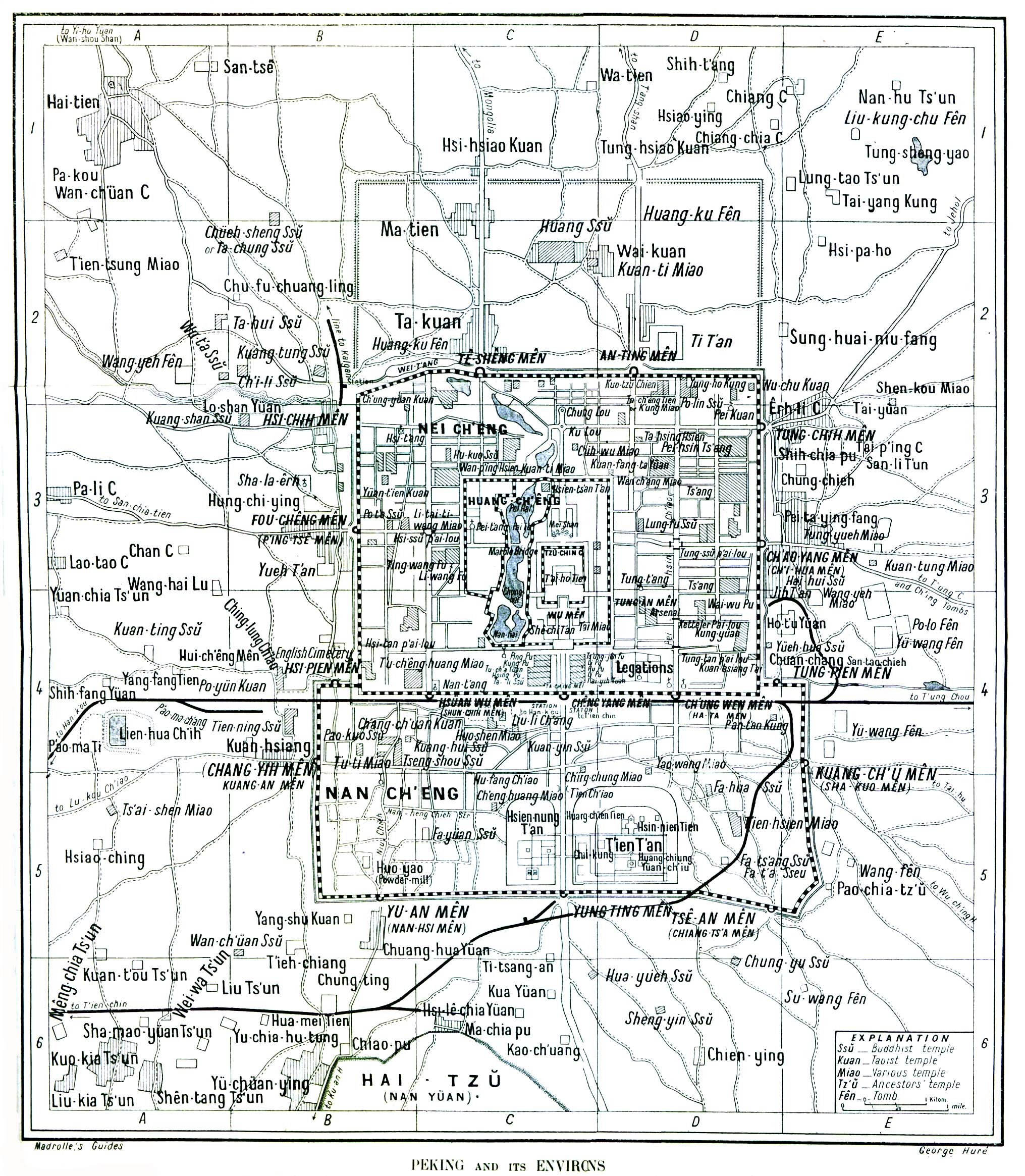
Mappa di Pechino (1912) che mostra le mura della Città Interna, della Città Esterna, la Città Proibita e i resti delle mura della dinastia Yuan.

Nell'agosto 1368 il generale Xu Da della dinastia Ming conquistò Dadu. Il Khan di Yuan, Yuan Shundi, fuggì dalla capitale senza difenderla e quindi la città non subì danni. Xu Da decise che il sistema di fortificazione di Dadu era troppo grande per essere difeso efficacemente durante un assedio, quindi ordinò la ricostruzione delle mura settentrionali della città 2,8 km più a sud del tracciato originario. Questa costruzione ha impedito la prevista espansione settentrionale della città. Il nuovo muro fu costruito con un ulteriore strato di mattoni, rafforzando ulteriormente le difese della città.
Le mura settentrionali mongole furono abbandonate dopo il 1372 ma furono ancora utilizzate come difesa secondaria durante la dinastia Ming. Durante la Ribellione di An Da, c'erano infatti truppe Ming di stanza presso le antiche porte settentrionali degli Yuan. Rimangono oggi solo una piccola parte delle sezioni settentrionali e occidentali delle mura di Dadu, così come parti del fossato. La metà meridionale del muro di terra battuta del barbacane a Suqingmen è ancora oggi visibile.
Nel 1370 l'Imperatore Hongwu concesse al suo quarto figlio, Zhu Di (in seguito Imperatore Yongle), il titolo di "Re di Yan" con capitale a Beiping (l'attuale Pechino). Zhu Di si trasferì formalmente nella sua capitale nel 1380, dopo che vi era stato costruito un nuovo palazzo reale (1379).
Nel 1403 Zhu Di, ormai imperatore, cambiò il nome della città da "Beiping" (it. "Pace del nord") a "Beijing" (it. "Capitale del nord"). Nel 1406 iniziò a pianificare uno spostamento della capitale imperiale da Nanchino a Pechino. Pechino era al tempo solo la capitale dello Yan e non aveva fortificazioni adeguate al ruolo di capitale imperiale. Si rese pertanto necessario un massivo lavoro di espansione e ricostruzione delle fortificazioni anche per motivi pratici e non solo rappresentativi: la zona era soggetta a sporadiche incursioni mongole dal nord. Ciò segnò l'inizio della costruzione delle sezioni Ming delle fortificazioni di Pechino, parti delle quali esistono ancora oggi.

I lavori di costruzione di quella sarebbe poi stata definita la "Città Interna" iniziarono subito. Si partì nel Xinei ("interno ovest"), sulle fondamenta del Palazzo Reale Yan voluto da Zhu Di trent'anni prima, terminando l'anno seguente. Nel 1409 Jianshouling fu completato sul Monte Tianshou nel distretto di Changping. I lavori di costruzione del complesso della Città Proibita iniziarono nel 1416, in uno stile che imitava l'originale Palazzo Imperiale di Nanchino. Le sale, i palazzi e i padiglioni della Città Proibita, come il Santuario della Famiglia Imperiale (Tàimiào), la Sala degli Antenati, la Residenze dei Dieci Re e le Residenze dei Principi Imperiali furono costruite in quel periodo. Contestualmente, entro il perimetro della vecchia cittadella mongola venne ampliato il bacino meridionale del Lago Taiye, la cui polla meridionale venne ampliata ammassando terreno che, unitamente a quello ottenuto dallo scavo del fossato, fu impiegato per la realizzazione del "Monte della Longevità" sotto il quale venne fatto sparire il palazzo imperiale Yuan, mentre le Torri del tamburo e della campana dei mongoli vennero ricollocate. Le mura meridionali di Khanbaliq furono spostate a sud di circa 8 km, motivo per cui la c.d. "Città imperiale" Ming ha una posizione leggermente diversa da quella della capitale mongola. Nel 1421, la capitale della dinastia Ming fu ufficialmente spostata da Nanchino ("Capitale del sud") a Pechino ("Capitale del nord"). Il Tempio del Cielo e il Tempio dell'Agricoltura furono costruiti in quella che allora era la periferia meridionale della città. Alcune fonti indicano che l'asse centrale della città fu spostato verso est per soggiogare il Qi della precedente dinastia: il nuovo Qi viene da est, dove il sole sorge ogni giorno.
Una seconda espansione della città avvenne tra il 1436 e il 1445, per ordine dell'imperatore Zhengtong. Si aggiunse un ulteriore strato di mattoni sul lato interno delle mura della città, si ampliò l'estremità meridionale del lago Taiye, s'irrobustirono le porte cittadine con porte-torri, barbacani e torri di guardia, si costruirono i quattro torrioni angolari, si eressero gli archi "Paifang" all'esterno di ogni porta principale della città e si sostituirono i ponti di legno sopra i fossati con ponti di pietra. Furono costruite delle chiuse sotto i ponti e si aggiunsero rilievi di pietra e mattoni all'argine del fossato.
Il nuovo sistema di mura e fossati di Pechino misurava 45 Lǐ (22,5 km) di perimetro: un'opera formidabile. Le tombe imperiali (明朝十三陵S, Míng cháo shísān língP, lett. "Tredici tombe della dinastia Ming") furono costruite 50 km a nord di Pechino. La città di Changping, una città di rifornimento, sezioni interne della Grande muraglia cinese e altre fortificazioni satelliti furono costruite per supportare Pechino durante un eventuale assedio.
La Pechino dei Ming dovette affrontare molte invasioni da parte dei mongoli, celeberrimo l'assedio della città portato nel 1550 dal khagan Altan Khan. Sin dal 1476 si era considerato di irrobustire le già possenti difese cittadine con un anello fortificato esterno andando a creare una vera e propria Città Esterna. Nel 1553, tre anni dopo l'attacco di Altan Khan (ritiratosi a seguito dell'esborso di un pesante tributo ed impegnato a fortificarsi a nord intorno alla vecchia capitale gengizcanide di Karakorum), un grande sistema rettangolare esterno di mura e fossati fu completato a ridosso della cinta meridionale della capitale, creando un perimetro complessivo di forma simile all'ideogramma "凸" che è stato mantenuto per quasi 400 anni.

### Le mura dei Qing

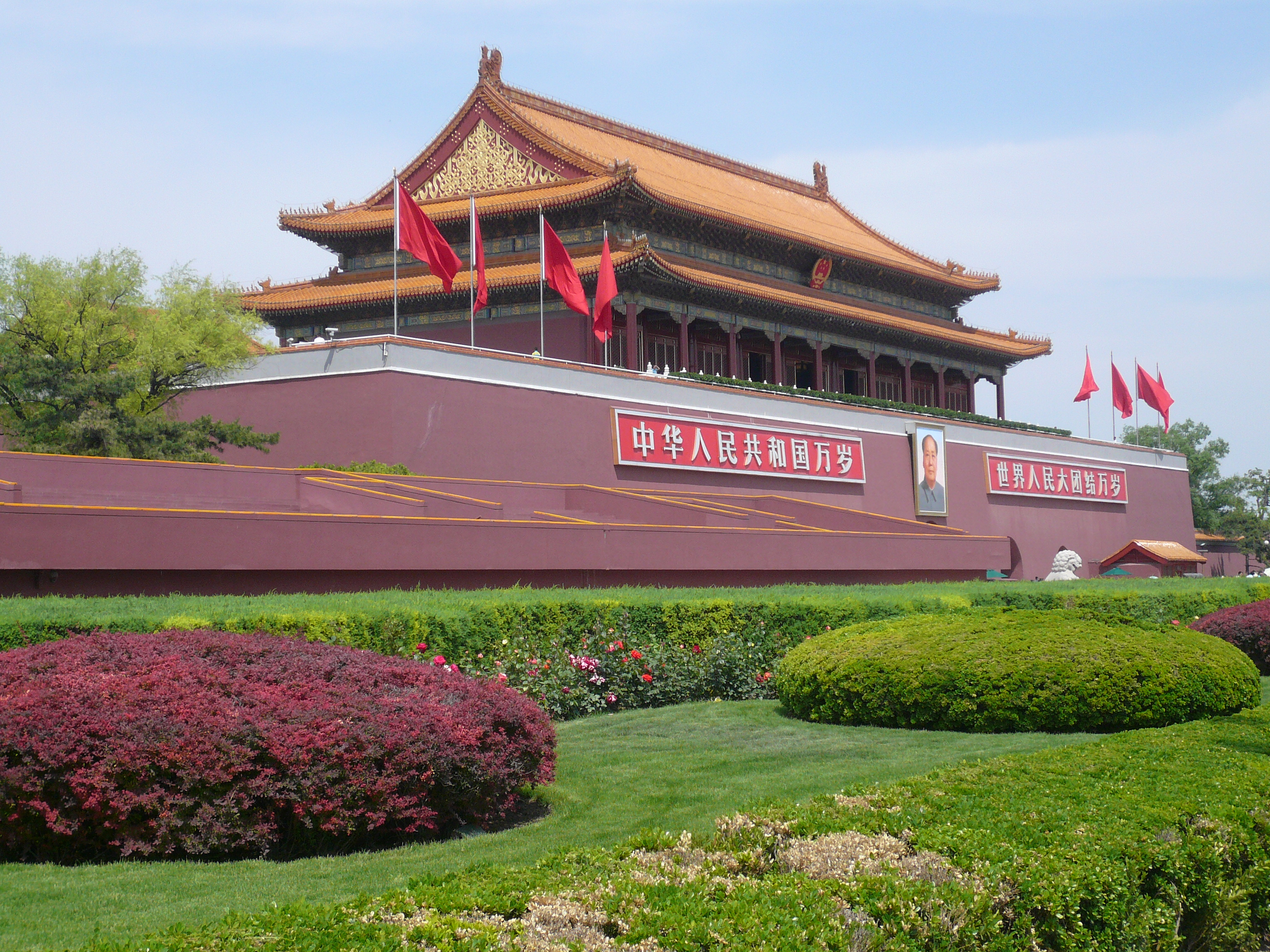
Porta Tiananmen.

Il sistema di mura e fossati della capitale Ming fu mantenuto pressoché invariato dalla successiva dinastia Qing (1644-1912), tuttavia la Città Imperiale fu completamente ridisegnata. Molte case che erano state usate come residenze di funzionari del gabinetto interno furono convertite in abitazioni per i cittadini comuni, così come molti uffici imperiali, quartieri dei servitori, magazzini e fienili. I cinesi Han furono costretti a vivere nella Città Esterna o addirittura fuori città, poiché le residenze della Città Interna divennero esclusivo appannaggio degli Otto Striscioni dei Manciù imparentati con l'imperatore. Ulteriori alloggi furono costruiti nella Città Interna per i membri della famiglia imperiale, insieme ai templi buddisti della setta Gelug . Anche il "Parco dei Tre Monti e Cinque Giardini" nella periferia occidentale fu costruito in questo periodo.
Quando gli Inglesi arrivarono per la prima volta a Pechino durante la dinastia Qing, descrissero nei loro giornali le quattro parti della città nominandoli: Città Cinese (Città Esterna), Città Tartara (Città Interna), Città Imperiale e Città Proibita.

## Demolizione

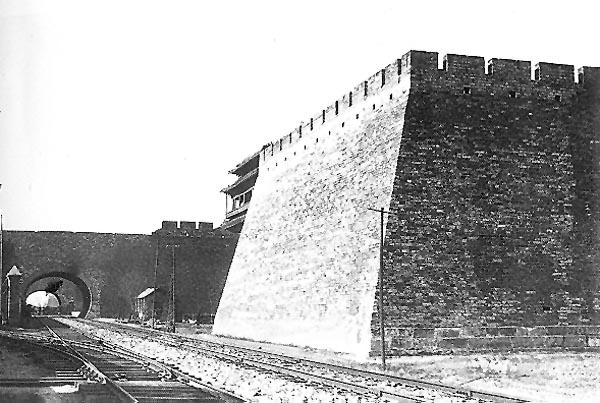
Il barbacane di Chongwenmen nel centro di Pechino, visto nel 1902. La chiusa del barbacane è già stata smantellata dalle forze d'invasione britanniche. Un arco ferroviario vi è stato costruito sotto.

I documenti storici indicano che quando Li Zicheng si ritirò da Pechino nel 1644, ordinò che il complesso del palazzo imperiale Ming e le porte principali della città fossero incendiati. Nel 1960, quando le mura furono infine smantellate, gli operai si resero però conto che le torri Dongzhimen e Chongwenmen e le sezioni delle porte erano ancora gli originali Ming.
Le mura e i fossati furono ben mantenuti durante le dinastie Ming e Qing, fino al 1900. Non fu permesso praticare alcun foro, né realizzare archi. Qualsiasi danno, anche solo un singolo mattone mancante, era rapidamente denunciato alle autorità e riparato.
Durante la Ribellione dei Boxer (1898-1901) furono arrecati molti danni alle fortificazioni. La "Società della Giusta Armonia" bruciò la porta-torre di Zhengyangmen e la sua torre di guardia fu distrutta dalle truppe indiane. Le torri di guardia di Chaoyangmen e Chongwenmen furono distrutte dai cannoni giapponesi e britannici e la torre di guardia d'angolo nord-ovest della Città Interna fu distrutta dai cannoni russi. Le truppe britanniche abbatterono la sezione occidentale delle mura della Città Esterna a Yongdingmen e le mura della città che circondano il Tempio del Cielo. Il capolinea della Ferrovia Pechino-Fengtian venne spostato da Majiapu, fuori città, ai terreni del Tempio del Cielo, dove avevano sede le forze britanniche e americane. Per la prima volta dai tempi dei Ming le mura della città furono violate. Nel 1901, le truppe britanniche demolirono la parte orientale delle mura esterne della città a Yongdingmen per consentire un'estensione della ferrovia verso est fino a Zhengyangmen. Ciò consentì la costruzione della stazione ferroviaria di Zhengyangmen Est (attuale Stazione di Qianmen), tramite la quale il personale dell'ambasciata e del consolato britannici poteva salire a bordo dei treni per raggiungere il porto di Tientsin (attuale Tianjin) in caso di emergenza. Le truppe britanniche hanno anche demolito la parte orientale della cinta muraria esterna vicino a Dongbianmen per la costruzione della ferrovia di Pechino Dongbianmen-Tongzhou.

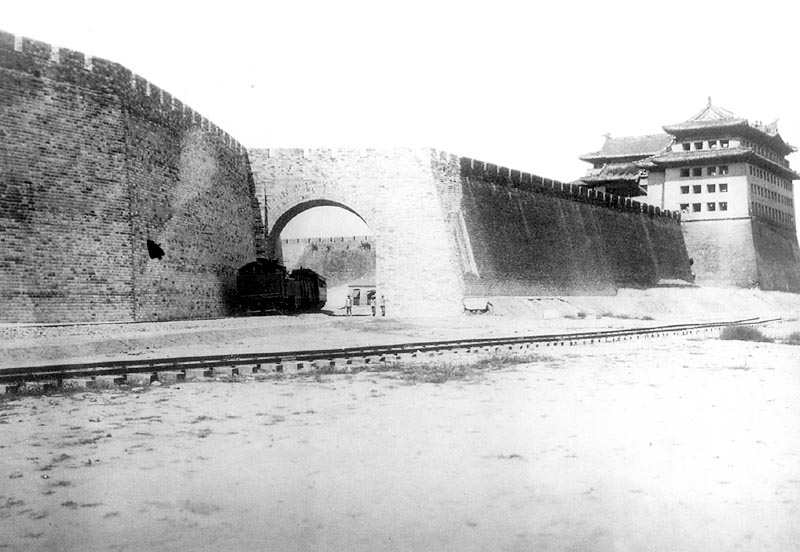
Torre di guardia dell'angolo nord-est della Città Interna di Pechino, dove fu realizzato un arco per il passaggio dei treni.

Il governo imperiale della Cina Qing collassò nel 1911. Tra il 1912 e il 1949, il Governo Beiyang e il Governo nazionalista della Repubblica di Cina intrapresero tanti piccoli lavori di decostruzione e adeguamento. Quando fu costruita la ferrovia della circonvallazione di Pechino nel 1915, le torri di avvistamento agli angoli nord-est e sud-est furono smantellate e le pareti laterali delle torri di guardia vennero dotate di archi per il passaggio dei treni. Le porte del barbacane e delle chiuse di Deshengmen, Andingmen, Chaoyangmen e Dongzhimen furono parimenti smantellate per il passaggio dei treni. Il barbacane di Zhengyangmen fu smantellato per facilitare il traffico nell'area di Qianmen. Gli archi per i treni furono tagliati nelle mura della città vicino a Hepingmen, Jianguomen, Fuxingmen e diverse altre porte minori. Le mura della città imperiale furono completamente demolite ad eccezione della sezione da sud a sud-ovest.
Le porte-torri, le torri d'avvistamento e le torri angolari delle principali porte delle Città Interna ed Esterna furono smantellate nel tempo a causa della mancanza di fondi per la manutenzione. Quando la Repubblica popolare cinese fu fondata nel 1949, la maggior parte dei fossati e delle porte-torri erano comunque esistenti, sebbene in uno stato fatiscente.
Nel 1949 Pechino divenne la capitale del nuovo governo comunista. Studi di pianificazione urbana sponsorizzati dal governo mostrarono che le restanti strutture murarie e del fossato stavano ostacolando il flusso del traffico e costituivano una barriera per l'espansione e lo sviluppo. La cinta muraria esterna fu pertanto completamente smantellata negli anni '50 e le mura interne furono demolite a partire dal 1953.
Nel frattempo, si scatenava il dibattito sull'opportunità di mantenere o smantellare le restanti mura della città. L'architetto Liang Sicheng era uno dei principali sostenitori del mantenimento delle mura. Raccomandò di tagliare più archi per accogliere nuove strade che soddisfacessero le esigenze di traffico e suggerì di costruire un gigantesco parco pubblico circoscrizionale immediatamente fuori dalle mura e dai fossati per abbellire l'ambiente. I sostenitori di questo restauro conservativo includevano il redologo Yu Pingbo, il Vice Ministro del Dipartimento della Cultura Zheng Zhenduo, il sindaco di Pechino e uomo di punta del partito Peng Zhen, e molti urbanisti sovietici allora nel paese ma tutti vennero messi a tacere dalla pressione politica e, alla fine del "Grande balzo in avanti" (1958-1961), le mura della Città Esterna furono completamente smantellate e le mura interne dimezzate.
Durante gli anni '60, le relazioni tra Cina e Unione Sovietica divennero amare e, dopo la divisione sino-sovietica, la gente sentì che la guerra con l'URSS era inevitabile. Furono commissionati rifugi antiaerei sotterranei, "città di rifornimento" sotterranee e una ferrovia sotterranea (futura metropolitana di Pechino). I lavori sulla metropolitana iniziarono il 1 ° luglio 1965. La tecnica di costruzione utilizzata era tagliata e coperta : dovunque il percorso della metropolitana dovesse andare, tutto in superficie doveva essere demolito. Dal momento che demolire case e trasferire persone sarebbe stata un'impresa immane, si decise di costruire la linea metropolitana sul tracciato delle vecchie mura.
I lavori di demolizione, cominciati nel 1965, furono affidati al Dipartimento Sviluppo e Gestione Stradale di Pechino. Diversi privati e aziende parteciparono quali volontari ai lavori di demolizione delle mure per accedere gratuitamente a materiale di costruzione. Non appena cominciarono i lavori di costruzione della linea metropolitana, vennero inviati nei cantieri anche i soldati per velocizzare le operazioni. La prima sezione delle mura ad essere demolita fu la porzione meridionale della Città Interna, Xuanwumen e Chongwenmen, che lasciò un fossato di 23,6 km. La seconda parte liberò lo spazio per la Stazione di Pechino Centrale all'angolo sud-est della Città Interna, sui siti di Jianguomen, Andingmen, Xizhimen e Fuxingmen. Torri e mura vennero abbattute liberando un altro fossato di 16 km. Una sezione di mura d'un centinaio di metri vicino Xibianmen, usata come deposito per i materiali, scampò alla demolizione. Un'altra sezione di mura venne risparmiata tra Chongwenmen e la torre di guardia dell'angolo sud-est della Città Interna perché in quel punto il tracciato della metropolitana virava dirigendosi alla stazione centrale. I camminamenti superiori delle mura furono smantellati, inabilitando il passaggio sulle strutture. Al principio del 1972, per permettere la costruzione della Seconda Tangenziale sopra la metropolitana e per dotare di servizi adeguati i numerosi appartamenti nell'area di Qianmen, i fossati orientali, meridionali ed occidentali di Pechino furono coperti e trasformati in fognature.
Nel 1979, il governo ha annullato la demolizione delle restanti mura della città e le ha inserite nel patrimonio culturale nazionale. A questo punto, le uniche sezioni intatte erano la torre del cancello e la torre di guardia a Zhengyangmen, la torre di guardia a Deshengmen, la torre di guardia nell'angolo sud-est, i fossati settentrionali della Città Interna, la sezione delle mura interne della città a sud della stazione centrale e la piccola sezione delle mura interne della città vicino a Xibianmen.

## Il sistema difensivo

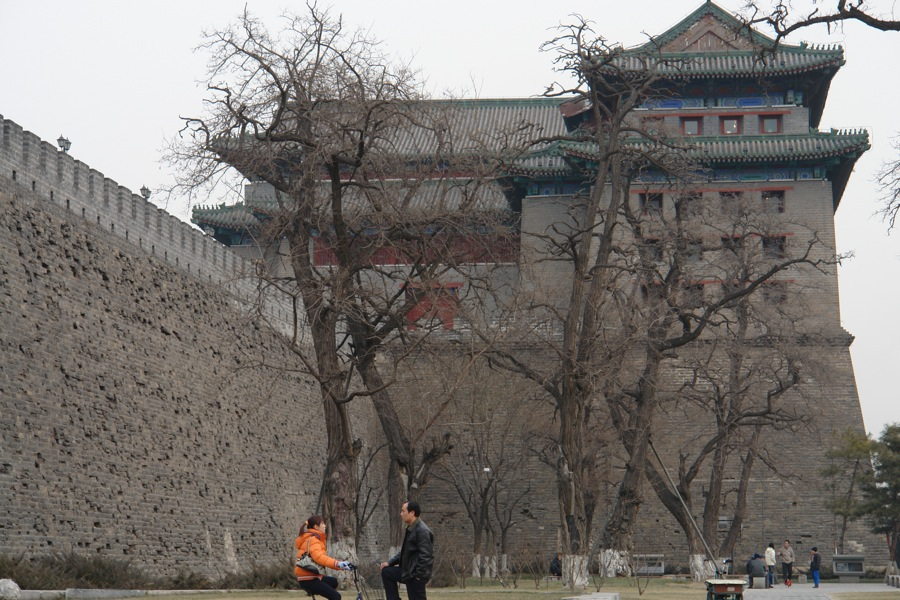
Torre di guardia Ming all'angolo sud-est delle mura di Pechino.

Il sistema difensivo di Pechino durante le dinastie Ming e Qing comprendeva mura, fossati, porte-torri, barbacani, torri di guardia, torrioni angolari, torri d'avvistamento e caserme sia all'esterno sia all'interno della città. Le montagne immediatamente a nord della capitale e le sezioni interne della Grande Muraglia su quelle stesse montagne fungevano da ulteriore perimetro difensivo.

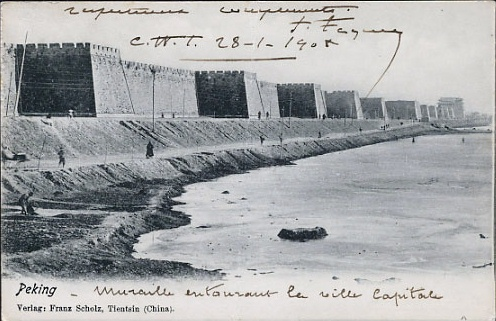
Muro di cinta e fossato di Pechino, raffigurato su una cartolina dei primi del 1900.

Al tempo dei Ming, le truppe acquartierate in pianta stabile a Pechino e dintorni erano chiamate Jingjun o Jingying (lett. "truppe della capitale"). Durante il regno di Yongle (1402-1424), furono organizzate in tre gruppi: Wujunying (truppa regolare cinese), Sanqianying (truppe mercenarie mongole e alleate) e Shenjiying (truppe dotate di armi da fuoco). I tre ying erano sottodivisi in 72 wei organizzati in cinque gruppi chiamati Zhongjun (al centro), Zuoyejun (al centro a sinistra), Youyejun (al centro a destra), Zuoshaojun (guardia a sinistra) e Youshaojun (guardia a destra); questi erano collettivamente noti come i Wujunying (lett. "cinque truppe"). La maggior parte dei Jingjun aveva sede ad ovest di Deshengguan. Alcuni erano acquartierati nei distretti rurali della capitale, a Nanyuan, Tonzhou, Lugouqiao, Changping e a Juyongguan, all'interno della Grande Muraglia. Durante la Battaglia della Fortezza di Tumu (1449), l'intero Jingjun fu distrutto, con una perdita di circa 500.000 uomini. Yu Qian cambiò quindi la struttura organizzativa dell'armata, riunendo circa 100.000 soldati ben addestrate provenienti da diversi accampamenti in un unico supergruppo: il c.d. "Super-gruppo dei 10 Battaglioni", poi elevato a 12 battaglioni durante il regno dell'imperatore Xian dei Ming. Questi erano comandati dalla Città Interna, a Dongguanting e Xiguanting. Campi di scavo e d'addestramento al di fuori delle mura cittadine vennero utilizzati come accampamenti temporanei. Gli originali Wujunying, Sanqianying e Shenjiying furono convertiti in unità di guardia incaricata di proteggere la Città Imperiale e la Città Proibita. Successivamente le guardie imperiali furono unite dai Jinyiwei e dai Tengxiangwei, i cui comandanti includevano "Generale Mianyiwei Dahan", "Generale Hongkui", "Generale Mingjia", "Direttore Bazong" e molti altri. Fu istituito un posto di guardia nella Città Imperiale chiamato "Hongpu". Le porte della città venivano chiuse di notte e nessuno era autorizzato a entrare o uscire a meno che non fosse concessa un'autorizzazione speciale, sebbene un'eccezione fosse concessa per i carriaggi che portavano continuamente acqua di sorgente dal Monte Yuquan. Le strade della città avevano guardie di pattuglia costante durante la notte. Erano proibite urla e un comportamento scomposto. Alcune strade venivano barricate durante la notte per tenere lontano il traffico. Le mura della città normalmente non venivano presidiate dai soldati. La maggior parte viveva sotto le mura in appositi accampamenti, mentre solo alcuni erano chiamati al servizio di guardia notturna ma solo sulle torri. Solo quando c'era il pericolo di un attacco nemico, i soldati erano schierati sulle mura. Durante il periodo Ming, Pechino fu spesso assediata dalle forze mongole e manciù. La città è stata pertanto totalmente chiusa molte volte ed ai cittadini comuni era vietato entrarvi.

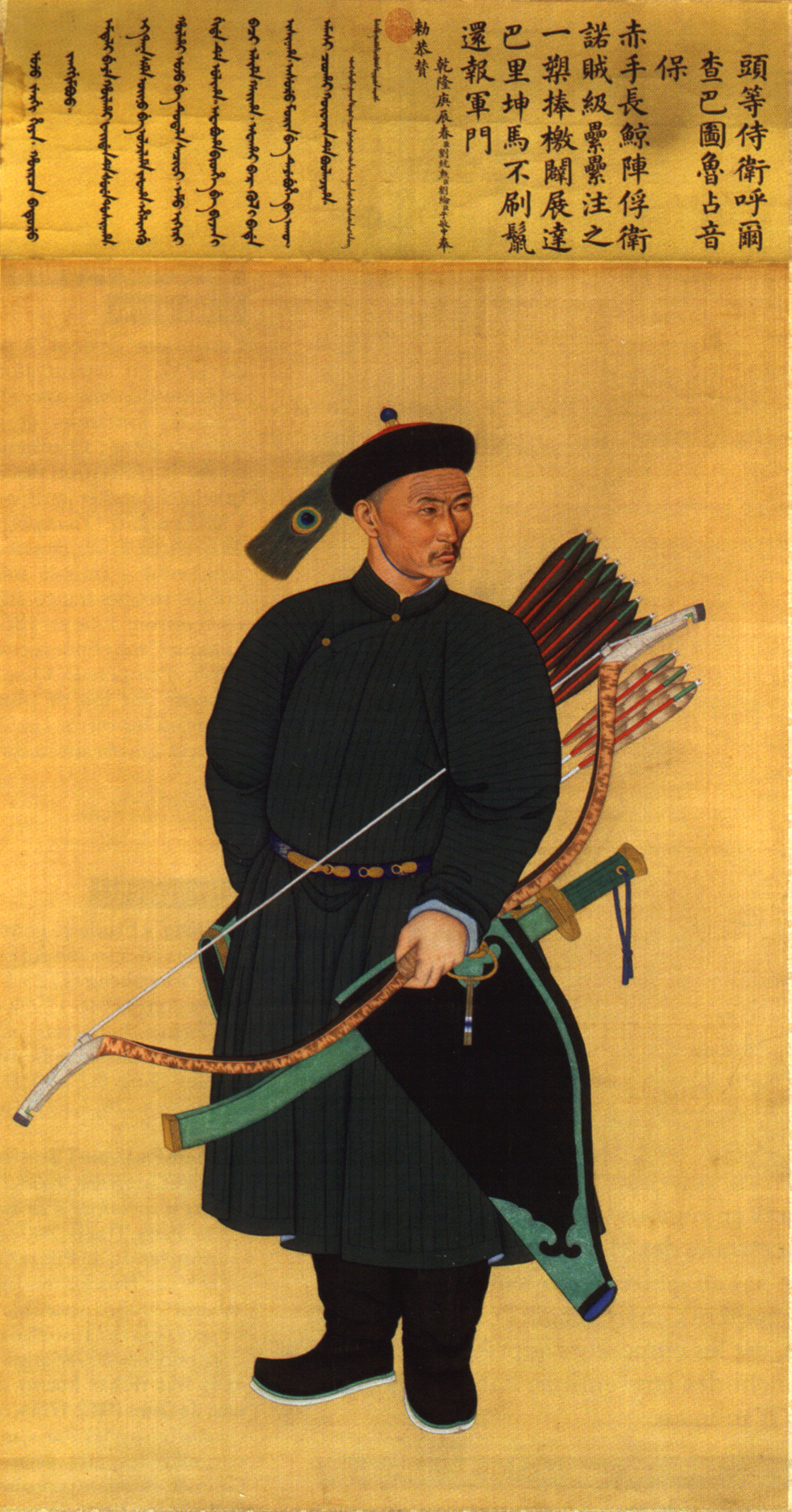
, una delle Guardie imperiali dell'imperatore Qianlong (1711-1799) armata con arco composito tipo "Qing" e dao (scimitarra) - 1760.

Sotto i Qing, le forze di difesa di Pechino si affidarono principalmente agli Xiaoqiying, sistemati in accampamenti nella Città Interna, allora abitata principalmente da manciù. Erano organizzati nelle c.d. "Otto Bandiere": la bandiera Xianghuang ad Andingmen, la bandiera Zhenghuang a Deshengmen, la bandiera Zhengbai a Dongzhimen, la bandiera Xiangbai a Chaoyangmen, la bandiera Zhenghong a Xizhimen, la bandiera Xianghong a Fuchengmen, la bandiera Zhenglan a Chongwenmen e la bandiera Xianglan a Xuanwumen. Ogni Bandiera aveva una sala ufficio, diverse caserme, una stazione di pattuglia e un magazzino. Oltre allo Xiaoqiying, le truppe accampate permanentemente dentro e intorno a Pechino includevano il Qianfengying, Hujunying, Bujun Xunbuying, Jianruiying, Huoqiying (responsabile dell'artiglieria), Shenjiying (fondato nel 1862) e lo Huqiangying (responsabile delle armi da fuoco). A partire dal regno di Yongzheng (1722-1735), le truppe di guardia delle Otto Bandiere incaricate di proteggere i parchi ricreativi imperiali furono accampate nell'area circostante l'Antico Palazzo d'Estate e le colline profumate. Lo stesso sistema delle Otto Bandiere era usato presso le nove porte della Città Interna. Le truppe consistevano in un'equa distribuzione di soldati Manciù, Mongoli e Han. I soldati del Chengmenling, incaricati di proteggere le porte della città erano ripartiti per bandiere: Andingmen la bandiera di Zhenglan, Deshengmen la bandiera di Xianglan, Dongzhimen la bandiera di Xiangbai, Xizhimen la bandiera di Xianghong, Chaoyangmen la bandiera di Zhengbai, Fuchengmen la bandiera di Zhenghong, Chongwenmen la bandiera di Xianghuang, la bandiera di Xuanwumen lo Zhenghuang, mentre a Zhengyangmen ruotavano tutte e otto le bandiere. Le sette porte della Città Esterna erano presidiate dalle truppe Han delle seguenti bandiere: bandiera Xianghuang a Dongbianmen, bandiera Zhenghuang a Xibianmen, bandiera Zhengbai a Guangqumen, bandiera Zhenghong a Guang'anmen, bandiera Xianglan e Xiangbai a Zuo'anmen, bandiera Xianghong a You'anmen, bandiera Zhenglan a Yongdingmen. Nel 1728 furono costruite caserme permanenti per le Otto Bandiere nella Città Interna, ad eccezione di Zhengyangmen. Ogni porta cittadina aveva una caserma di 460 camere per uno ying, 90 camere per un ban e 15 camere per un geng, per un totale di 3.680 camere. Fuori dalle mura della città c'erano altre 16.000 stanze (2000 per ogni striscione). Alle truppe Manciù erano assegnate 1.500 stanze e alle truppe Han 500 stanze. C'erano anche 135 depositi in cima alle mura della Città Interna, 106 dei quali erano destinati ad equipaggiamento militare come bandiere segnaletiche, cannoni, polvere da sparo e moschetti. Nel 1835 furono aggiunte 241 case di tre stanze ciascuna alle nove porte della Città Interna, poiché le vecchie caserme di terra e paglia si stavano deteriorando. Vennero inoltre aggiunti ventotto magazzini e a 3.616 caserme nella Città Esterna. Sotto i Qing (1644-1911), i soldati Xiaoqiying abitavano di solito fuori dalle porte della città piuttosto che sulle mura della città. Ciò si rivelò più utile per difendere la città durante un assedio. Solo quando l'imperatore stava lasciando la città per Yuanmingyuan o il Tempio del Cielo, i soldati si schieravano in cima alle mura. Un'eccezione era Xuanwumen: in qualità di unica porta aperta durante la notte, le sue mura erano continuamente presidiate. Ogni giorno, i cannoni di Xuanwumen sparavano per segnalare il mezzogiorno alla città.
Al tempo dei Ming e dei Qing, le principali armi difensive erano moschetti, cannoni, archi e frecce. Nel 1629 le truppe di Houjin attaccarono Pechino e nel 1644 le truppe di Li Zicheng la assediarono. I soldati in cima alle mura cittadine usarono ampiamente cannoni durante entrambi gli assedi. Durante la Seconda guerra dell'oppio (1856-1860), le truppe d'invasione desistettero da un attacco diretto alle mura di Pechino perché troppo ben difese, optando un attacco contro Yuanmingyuan e Haidian. Tra il 13 agosto e il 15 agosto 1900, quando l'Alleanza delle otto nazioni invase Pechino, le fortificazioni resistettero al bombardamento dei moderni cannoni per due giorni interi prima di essere abbattute, permettendo alle forze Qing di bersagliare dall'alto le truppe nemiche. Le forze russe e giapponesi hanno tentato più volte di usare la nitrocellulosa per demolire le mura tra Dongzhimen e Chaoyangmen, fallendo ogni volta perché il soldato che cercava di accendere la miccia veniva sistematicamente colpito. I barbacani, le torri d'avvistamento e le torri di guardia angolari si dimostrarono abbastanza efficaci nel dissuadere gli attacchi nemici. Ad esempio, nella notte del 13 agosto, le truppe russe riuscirono a invadere la torre di guardia di Dongbianmen ma subirono gravi perdite nel barbacane. Fu solo nella tarda mattinata del 14 agosto che conquistarono la porta-torre di Dongbianmen, a soli 50 m di distanza! Anche dopo che la Città Esterna e la Città Interna caddero nelle mani dell'Alleanza, le difese della Città Imperiale continuarono a resistere. La mattina del 15 agosto, le forze americane tentarono diversi espedienti per distruggere le porte di Tiananmen, fallendo. Furono le truppe giapponesi, con scale d'assedio, a superare la cinta ed aprire le porte permettendo così alle truppe dell'Alleanza di entrare nella Città Imperiale. In un incidente del 25 luglio 1937, un battaglione di truppe giapponesi si accampò nel distretto di Fengtai, dichiarando che intendevano "proteggere gli immigrati giapponesi e il distretto dell'ambasciata di Dongjiaomin Street" per poi invece marciare su Pechino. Quando hanno iniziato a entrare nel Guang'anmen, una ventina di soldati cinesi hanno sparato contro di loro dalla cima della porta-torre, costringendoli a desistere. Ancora negli anni '30 e '40, le fortificazioni fatiscenti erano utili alla difesa della città.

## La Città Interna

Mappa della Città Interna (1861–1890)

La Città Interna di Pechino è anche chiamato Jingcheng ("città capitale") o Dacheng ("grande città"). Le sezioni orientale e occidentale erano originariamente parte della capitale Yuan di Dadu, mentre le sezioni settentrionale e meridionale furono costruite sotto i Ming, durante i regni di Hongwu (1368-1398) e Yongle (1402-1424). Le mura erano di terra battuta coperta da rocce ed uno strato di mattoni di finitura sia all'interno sia all'esterno. L'altezza media era da 12 a 15 metri. Le sezioni settentrionale e meridionale, costruite nel primo periodo Ming, erano più spesse delle sezioni orientale e occidentale, costruite sotto gli Yuan (1271-1368). Le sezioni più spesse erano in media da 19 a 20 metri alla base e 16 metri in cima, con parapetti alla sommità. Le mura della Città Interna avevano nove porte e una torre ad ogni angolo: c'erano 3 chiuse, 172 torri d'avvistamento e 11.038 merli. Immediatamente fuori dalle mura della città c'erano profondi fossati di larghezza compresa tra 30 e 60 metri.

### Mura della Città Interna

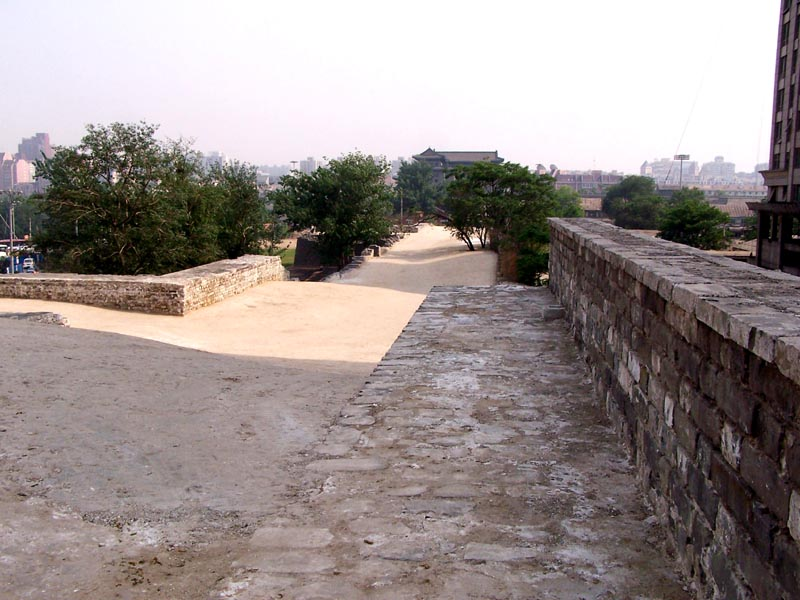
Resti della sezione meridionale delle mura della Città Interna vicino alla torre d'angolo sud-est nel 2006.

Le mura della città di Dadu furono utilizzate come base per le mura della Città Interna di Pechino. Nel 1368, dopo che le truppe Ming entrarono a Dadu, il generale Xu Da ordinò a Hua Jilong di costruire una seconda cinta muraria di terra battuta a sud delle mura settentrionali originarie della città. Il nuovo muro fu in seguito coperto di pietre e mattoni. Nel 1372 le vecchie mura settentrionali furono smantellate e i materiali utilizzati per rinforzare le nuove mura. Il perimetro della città imperiale originale era allora di 1.206 zhang (circa 4.020 m). Il perimetro della città meridionale era di 5.328 zhang (circa 17.760 m). La città meridionale era costituita dai resti della capitale della dinastia Jin, Zhongdu.
Quando la capitale imperiale fu trasferita a Pechino (1406), le mura meridionali della Città Interna furono spostate a sud di 2 Li (circa un chilometro). Le mura della città originale di Dadu non furono distrutte ad eccezione di una piccola sezione che si sovrapponeva alla prevista espansione della città Ming. Tuttavia, le mura meridionale di Dadu furono gradualmente abbattute da persone in cerca di mattoni e pietre gratuiti. Le mura orientali e occidentali di Dadu rimasero in piedi. Durante il regno di Yongle (1402-1424), le mura meridionali, orientali e occidentali furono rinforzate con pietre e mattoni. Nel 1435 iniziarono i lavori di costruzione di porte-torri, torri d'avvistamento, barbacani, chiuse e torrette angolari per le nove porte della città. Nel 1439 furono costruiti ponti che portavano alle porte. Nel 1445 le mura interne della città furono rinforzate con mattoni. Il sistema di mura e fossati della città interna era così completo.
Le mura della Città Interna avevano un perimetro di 24 km e forma approssimativamente quadrata, con i lati est e ovest leggermente più lunghi a causa dei lati nord e sud spostati dal sito originario. La sezione nord-occidentale mancava di un vertice e vista su di una mappa sembra che l'angolo sia stato sbeccato. Nella storia mitologica cinese di Nüwa, "i cieli mancavano nel nord-ovest e la terra affondava nel sud-est". Secondo le ricerche scientifiche condotte con il telerilevamento, quest'area originariamente aveva mura cittadine, costruite in paludi e zone umide. Il muro fu abbandonato a favore di una connessione diagonale, posizionando un piccolo triangolo di terra fuori città.

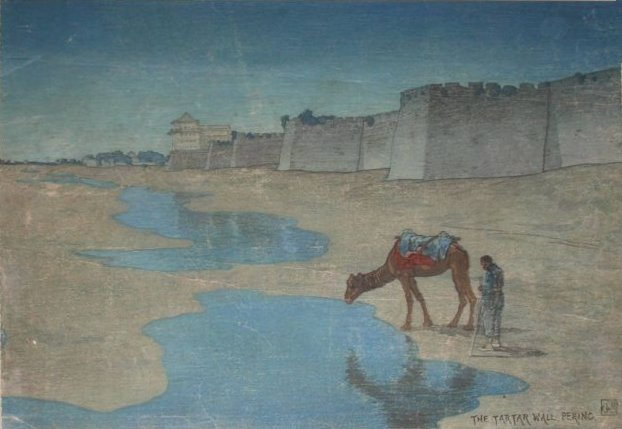
"Le Mura Tartare di Pechino" - dipinto di Charles W. Bartlett (1919).

La Città Interna di Pechino fu assediata molte volte: es. le invasioni di Anda Khan e Houjin al tempo dei Ming; la Ribellione dei Boxer e l'attacco dell'Alleanza delle otto nazioni al tempo dei Qing. Solo le truppe dell'Alleanza riuscirono a penetrare il sistema difensivo cittadino.
Caduta la dinastia Qing (1911), i barbacani di Zhengyangmen, Chaoyangmen, Xuanwemen, Dongzhimen e Andingmen furono smantellati, insieme a Dong'anmen e alle mura della Città Imperiale, per migliorare il flusso del traffico e consentire la costruzione della ferrovia. Nel 1924 fu creata una nuova porta a Hepingmen per migliorare il flusso del traffico. Molte altre porte e archi, come i Qimingmen (l'attuale Jianguomen ) e Chang'anmen (l'attuale Fuxingmen), furono aperti durante questo periodo.
Dopo il 1949, il Partito Comunista Cinese ordinò la demolizione delle mura della città su scala gigante. Durante la Guerra di Corea, per decongestionare il traffico, furono costruiti sei nuovi archi: l'arco del vicolo di Dayabao, l'arco di Beimencang (ora chiamato l'arco di Dongsi Shitiao), l'arco della North Bell Tower Avenue, l'arco di Xinjiekou, l'arco della Guanyuan occidentale e l'arco-vicolo Songhe'an.

### Porte della Città Interna
Le mura della Città Interna avevano porte-torri poste in cima a piattaforme rettangolari alte da 12 a 13 metri integrate nella cinta muraria. Ogni androne d'ingresso, centrato sia nella piattaforma sia nella torre, aveva due giganteschi cancelli di legno rosso che si aprivano verso l'esterno. Lanterne di ferro erano montate sul lato esterno dei cancelli e lanterne di rame dorato sul lato interno. Una volta chiusi, i cancelli erano assicurati con travi di legno delle dimensioni d'un tronco gigantesco.
Le porte-torri delle Città Interna furono costruite sotto il regno di Zhengtong (1435-1449) nello stile multi-gronda "Xieshanding". I tetti erano coperti con tegole tubolari grigie e piastrelle smaltate verdi. La porta-torre di Zhengyangmen era lunga sette stanze e larga cinque; Chaoyangmen e Fuchengmen erano larghi tre stanze. Ogni porta-torre aveva una diversa planimetria. La porta-torre di Zhengyangmen era la più alta e imponente. Chongwenmen e Xuanwumen erano leggermente più piccole di Zhengyangmen. Dongzhimen e Xizhimen erano ancora più piccole. Deshengmen, Andingmen, Chaoyangmen e Fuchengmen erano le più piccole. Ogni porta-torre si elevava per due piani. I soldati potevano salire al livello superiore per avere una visione migliore dell'avvicinarsi dei nemici.
Ogni porta-torre aveva una torre di guardia frontale. Erano tutte diverse tra loro. La torre di guardia di Zhengyangmen era alta 38 metri, larga 52 metri e profonda 32 metri, costruita su una piattaforma rialzata alta 12 metri. Questa porta, chiamata "Qianmen", era ad uso esclusivo dell'imperatore. Costruita in stile Xieshanding multi-gronda, aveva tegole tubolari grigie con piastrelle smaltate verdi nella parte superiore. Il lato meridionale aveva sette stanze con 52 balestriere e il lato nord aveva cinque stanze con 21 balestriere. I lati orientale e occidentale avevano ciascuno 21 balestriere. Le altre torri di guardia della Città Interna avevano un aspetto simile a Qianmen, con tetti multi-gronda Xieshanding nella parte anteriore e una serie di cinque stanze nella parte posteriore. Sia il livello superiore sia quello inferiore delle torri di guardia erano dotati di balestriere.
Le torri di guardia erano collegate alle pareti interne e a quelle esterne da un barbacane. I barbacani di Dongzhimen o Xizhimen erano quadrati; quelli di Zhengyangmen e Deshengmen erano rettangolari; a Dongbianmen e Xibianmen erano invece semicircolari. La maggior parte dei barbacani della Città Interna aveva angoli arrotondati che fornivano miglior visuale ed erano più difficili da scalare o distruggere. Ogni barbacane della Città Interna aveva una sua forma unica.

#### Zhengyangmen

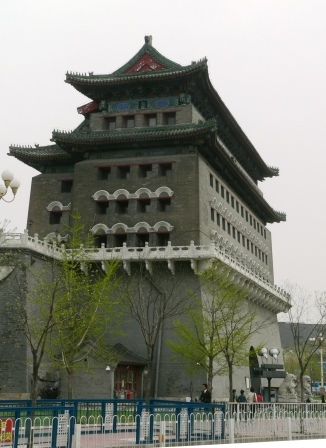
La torre di guardia di Zhengyangmen.

Zhengyangmen (it. "Porta del Giusto Sole"), completata nel 1419, era situata al centro delle mura meridionali della Città Interna. Fu costruita nello stile Xieshanding a tripla gronda, con piastrelle smaltate verdi. Originariamente chiamata Lizhengmen (麗正T, 丽正门S, LìzhèngménP, lett. "Porta della Bella Giustizia"), fu rinominata durante il regno di Zhengtong (1435-1449). La porta-torre sorgeva su una piattaforma in cima alle mura, ad un'altezza di 13,2 metri. L'altezza complessiva della struttura era di 27,76 metri. La porta aveva stanze su due livelli, con sette stanze esterne larghe 41 metri e tre stanze interne larghe 21 metri. Direttamente a sud c'era la torre di guardia, comunemente nota come Qianmen ("Porta d'ingresso"), larga sette stanze. Ogni piano aveva 13 balestriere (le altre torri di avvistamento del centro città avevano tutte 12 balestriere per piano). Ulteriori torri nella parte posteriore avevano 4 balestriere sui lati meridionali dei piani superiori. I lati est e ovest avevano quattro piani con 4 balestriere su ogni piano. Le torri di guardia e la porta-torre erano collegate da spessi muri di mattoni formanti il barbacane di Zhengyangmen, largo 108 m e profondo 85 m. Le estremità orientale e occidentale presentavano porte laterali con archi muniti di serrature da mille jin (circa 500 kg). Normalmente il cancello della torre di guardia e il cancello laterale orientale erano chiusi; la gente comune usava la postierla del cancello laterale occidentale.
Laddove ogni barbacane della Città Interna conteneva un tempio, il barbacane di Zhengyangmen ne aveva due: il Tempio di Guan Yu (Guāndimiao) a ovest e il Tempio di Guānyīn (Guānyīnmiao) a est. Il Guandimiao aveva statue originali Ming, tra cui i c.d. "Tre Tesori di Guandimiao": una spada preziosa, un dipinto di Guandi (Guan Yu) e una statua di cavallo di giada bianca. Gli imperatori Qing, particolarmente devoti a Guan Yu, visitavano il Guandimiao e vi accendevano dell'incenso ogni volta che tornava da una visita al Tempio del Cielo. I templi Guandimiao e Guanyinmiao furono smantellati durante la Rivoluzione Culturale.
La torre di guardia di Zhengyangmen fu danneggiata da un incendio nel 1900 durante la Ribellione dei Boxer. Durante la battaglia di Pechino (1900), a Zhengyangmen, i Kansu Braves del generale musulmano Ma Fulu ingaggiarono in feroci combattimenti l'Alleanza delle otto nazioni. Ma Fulu e 100 dei suoi soldati morirono in quella battaglia. I soldati indiani del corpo di spedizione britannico usarono il legname della torre come combustibile quell'inverno. La porta fu poi ricostruita negli ultimi anni dei Qing. Il ministro degli Affari interni Zhu Qiqian ha ordinato lo smantellamento del barbacane nel 1915 per decongestionare il traffico di Pechino. La torre di guardia e la porta-torre furono salvate dalla demolizione nel 1965 per ordine dell'allora premier Zhou Enlai.

#### Chongwenmen
Chongwenmen (it. "Porta della Rispettosa Civiltà"), comunemente chiamato "Hademen", era situata nella parte orientale della cinta meridionale della Città Interna. Originariamente chiamato Wenmingmen (it. "Porta della Civiltà"), fu costruito nel 1419. Il nome fu cambiato durante il regno di Zhengtong (1435-1449). Il nuovo nome fu preso da un verso della Zuo Zhuan " 崇文德也S " (it. "è una virtù rispettare la civiltà"). Il barbacane, le chiuse e una torre di guardia furono costruiti in quel periodo.
La porta-torre era in stile Xieshanding multi-gronda, con piastrelle smaltate grigie e verdi. Aveva tre stanze per cinque, con una larghezza complessiva di 39,1 metri e una profondità di 24,3 metri. La porta-torre aveva due piani ed era costruita su una piattaforma turrita ad un'altezza di 35,5 metri. La torre di guardia era simile nella forma a quella di Zhengyangmen ma su una scala leggermente più piccola. Il muro di cortina aveva una larghezza di 78 metri e una profondità di 86 metri. Sul lato occidentale c'erano archi e chiuse. Chongwenmen aveva un Guandimiao nell'angolo nord-orientale, orientato verso sud. Nel 1900 la porta-torre fu distrutta dai cannoni britannici durante la Ribellione dei Boxer e completamente smantellata nel 1920. Il barbacane fu smantellato nel 1950. La struttura scomparve definitivamente nel 1966.
Chongwenmen era una "porta di avvistamento", con la connotazione di "un futuro luminoso e prospero". Il suo simbolo era la tartaruga di ferro di Chongwen. Per la sua vicinanza al trafficato fiume Tonghui, era la porta più frequentata di Pechino. I pedaggi d'entrata e uscita dall acittà erano riscossi a Chongwenmen sotto i Ming, i Qing ed al principio dell'epoca repubblicana. La "spesa cosmetica" dell'imperatrice-vedova Cixi e lo stipendio annuale del primo presidente della repubblica cinese erano pagati con i pedaggi riscossi a Chongwenmen. Il signore della guerra Feng Yuxiang mise in atto il c.d. "Colpo di Pechino" (23 ottobre 1924) proprio a Chongwenmen e solo da allora la riscossione dei pedaggi vi venne interrotta.
Solo Chongwenmen aveva delle campane che segnalavano la chiusura dei cancelli alla fine della giornata. Le altre porte utilizzavano uno strumento piatto che produceva un suono "tang". Nacque così il detto "nove porte, otto tang e una vecchia campana". Questa storia è una possibile origine etimologica dello zhongdian per riferirsi all'ora nel dialetto di Pechino. In passato c'erano molte distillerie nel distretto meridionale di Daxing . I carrelli trasportavano alcolici appena preparati attraverso Chongwenmen. Questa è l'origine del detto: "Chongwenmen ha carri che trasportano spiriti che entrano; Xuanwumen ha carri che trasportano prigionieri che partono".
Quando Chongwenmen fu smantellata durante la Rivoluzione Culturale, i lavoratori scoprirono che la porta era ancora l'originale struttura Ming in legno di phoebe puwennensis. Parte del legname, recuperato, è stato utilizzato durante i lavori di ricostruzione nella Città Proibita e della Porta Tiananmen.

#### Xuanwumen
Xuanwumen ("Porta della Raccomandata Marzialità") era situata nella parte occidentale del muro meridionale. Fu costruita nel 1419 quando furono ampliate le mura meridionali di Pechino. Prima del regno di Zhengtong (1435-1449), era chiamata Shunchengmen ("Porta di Shun Cheng"), mentre i cittadini comuni lo chiamavano Shunzhimen. La porta-torre fu completamente ricostruita sotto Zhengtong e furono aggiunti un barbacane, una chiusa e una torre di guardia. Il nome fu cambiato in Xuanwu (it. "Patrocinio Marziale"), da una citazione del Dongjing Fu di Zhang Heng : "武节是宣S - wu jie shi xuan (l'integrità marziale è annunciare )". La porta-torre era larga cinque stanze e profonda tre, con una larghezza complessiva di 32,6 metri e una profondità di 23 metri. L'edificio aveva due livelli ed era alto 33 metri, con tetto in stile Xieshanding multi-gronda in piastrelle smaltate grigie e verdi. La torre di guardia era simile a quella di Zhengyangmen ma su una scala leggermente più piccola. Il barbacane era largo 75 metri e profondo 83, con porte chiuse sui lati orientale e occidentale e un arco su ciascun lato. Un Guandimiao era situato nell'angolo nord-occidentale del barbacane, rivolto a sud. La torre di guardia fu smantellata nel 1927. La piattaforma della torre di guardia e il barbacane furono smantellati nel 1930 e la porta-torre nel 1965. Xuanwumen disponeva di grandi cannoni che sparavano a mezzogiorno.
Xuanwumen era informalmente chiamata "Porta della Morte" poiché da lì transitavano i carri con prigionieri da giustiziare nella Piazza delle esecuzioni di Caishikou, a sud di Pechino (cioè nella zona periferica ove sorgevano numerosi cimiteri, Taoranting), tanto quanto i carri funebri della gente comune.
Delle nove porte della Città Interna, Xuanwumen era quella costruita all'altitudine più bassa. Sebbene normalmente il sistema dei fossati dirigesse il flusso d'acqua fuori città attraverso le chiuse orientali di Zhengyangmen, queste si rivelarono inefficaci durante i forti temporali, quando la maggior parte dell'acqua usciva da Xuanwumen. Secondo Guangxu Shuntianfu Zhi, forti temporali a Pechino nel 1695 inondarono Xuanwumen, rendendo impossibile aprirne le porte. Sei elefanti furono portati dallo zoo per forzare l'apertura dei cancelli e l'alluvione alla fine si dissipò fuori dalla città.

#### Dongzhimen

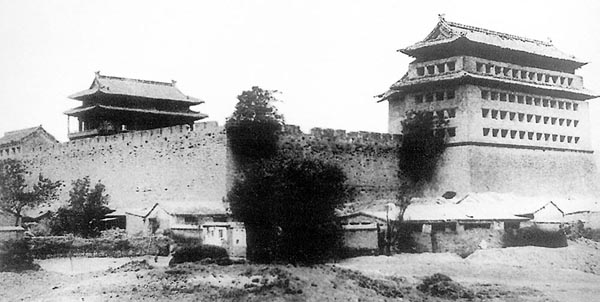
Dongzhimen nel 1908

Dongzhimen (東直門 - it. "Porta Orientale in Alto a Destra") era situata nella parte settentrionale della cinta muraria orientale della Città Interna. Fu costruito sulla posizione della porta Chongrenmen (崇仁門) degli Yuan, la porta centrale delle mura orientali di Dadu. Nel 1419 il nome fu cambiato come citazione di "东方盛德属木、为春" e "直东方也，春也". La porta-torre era lunga cinque stanze (31,5 metri), larga tre (15,3 metri) e si elevava per due piani (34 metri). Costruita in stile Xieshanding multi-gronda con piastrelle smaltate grigie e verdi. La torre di guardia era simile a quella di Zhengyangmen, ma su una scala leggermente più piccola. Il barbacane fu costruito durante gli ultimi anni della dinastia Yuan: terminato nel 1368, era quasi quadrato ed il più piccolo barbacane delle porte della Città Interna. Le mura settentrionali e meridionali erano lunghe 68 metri e le mura orientali e occidentali erano lunghe 62 metri. Gli archi e le chiuse erano presenti sui lati orientale e occidentale. Un Guandimiao era situato nell'angolo nord-est, esposto a sud. Il tempio non aveva una statua propria di Guan Yu: al suo posto si trovava una divinità minore in legno. Ciò diede origine al detto "Nove porte, dieci templi, uno senza moralità". Le torri della chiusa e il barbacane furono smantellati nel 1915 quando fu costruita la ferrovia della circonvallazione. La torre di guardia fu smantellata nel 1930 e la sua piattaforma nel 1958. La porta-torre fu smantellata nel 1965.
Fuori Dongzhimen c'era una pagoda completamente in ferro, con una statua di pietra di Yaowangye. Molti carretti che trasportavano legno grezzo entrarono in città attraverso Dongzhimen.

#### Chaoyangmen
Chaoyangmen (朝陽門 - it. "Porta che affronta il sole") si trovava nel centro delle mura orientali della Città Interna. Costruita nel sito della porta Qihuamen (齊化門) di Dadu, mantenne il nome Yuan presso il popolo. La porta-torre e la torre di guardia erano simili a quelle di Chongwenmen. La porta-torre era larga 31,35 metri, profonda 19,2 metri e alta 32 metri. Il barbacane era largo 68 metri e profondo 62, con una chiusa e un arco sul lato nord. Il suo Guandimiao era situato nell'angolo nord-est, rivolto a sud. La torre di guardia fu distrutta dalle forze giapponesi nel 1900 e fu ricostruita nel 1903. Il barbacane fu smantellato nel 1915 quando fu costruita la ferrovia della circonvallazione. La porta-torre e la sua piattaforma furono smantellate nel 1953 e la torre di guardia nel 1958.
Chaoyangmen era la "Porta del Cibo" di Pechino, attraverso la quale molti carri trasportanti alimenti di base entravano in città. Il cancello era il più vicino al Canal Grande di Pechino-Hangzhou così grano e riso dalle pianure della Cina meridionale arrivavano attraverso quella via. Gran parte del cibo veniva conservato nei magazzini appena dentro Chaoyangmen. Per questo motivo, il simbolo di un chicco di grano era inciso sull'arco della porta del barbacane. Chaoyangmen era anche chiamata Dumen (杜门 - it. "stazione di riposo").

#### Xizhimen

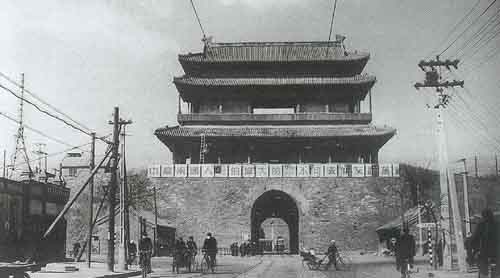
La porta-torre di Xizhimen nel 1953

Xizhimen (西直門 - it. "Porta Occidentale in Alto a Destra") si trovava nella parte settentrionale delle mura occidentali della Città Interna. Costruita sul sito della porta Heyimen (和義門) di Dadu, venne rinominata nel 1419 per riflettere la sua posizione nel nuovo asse viario cittadino. La porta-torre e la torre di guardia erano simili a quelle di Dongzhimen. La porta-torre era lunga 32 metri, larga 15,6 metri e alta 32,75 metri. Il barbacane misurava 68 metri per 62 metri, con una chiusa e un arco sul lato meridionale. Il suo Guandimiao (smantellato nel 1930) era situato nell'angolo nord-orientale, orientato a sud. Vi si trovava un barbacane chiamato "Barbacane di Heyimen" costruito durante il regno di Yuan Shundi (1360) che fu in uso continuo per oltre 60 anni durante la dinastia Ming. Sotto Zhengtong (1435-1449), in un momento in cui tutte le altre porte della Città Interna erano state completamente ricostruite, il barbacane fu ricoperto di mattoni e inglobato nella piattaforma dell'erigenda torre di guardia.
A causa della scarsa disponibilità di acqua a Pechino, la famiglia imperiale e le famiglie benestanti ricevevano acqua dalle sorgenti sul Monte Yuquan nella periferia nord-occidentale. Ogni mattina, i carri che trasportavano acqua di sorgente entravano in città attraverso Xizhimen, motivo per cui il simbolo dell'acqua fu inciso sull'arco del cancello del barbacane di Xizhimen.
Xizhimen, l'ultima porta rimasto intatta, fu smantellata nel 1969. Durante la demolizione, gli operai scoprirono che parti dell'arco del barbacane erano gli originali del XIII secolo.

#### Fuchengmen

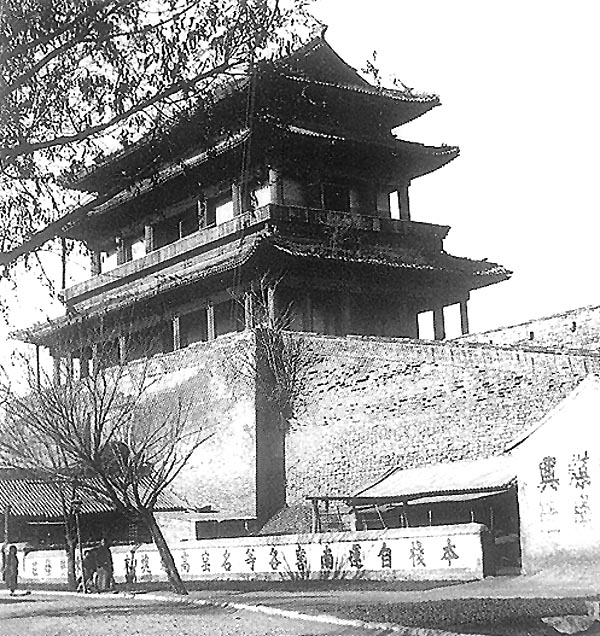
Fuchengmen nel 1930

Fuchengmen (阜成門 - it. "Porta dell'Abbondante Successo") si trovava nel centro delle mura occidentali della Città Interna. Costruita sul sito della porta Pingzemen (平則門) di Dadu, mantenne tale nome nell'uso popolare. Il nuovo nome, "Fucheng", deriva dal classico Shàngshū, "六卿分职各率其属 ， 以成九牧 ， 阜成兆民". La porta-torre fu riparata nel 1382 e completamente ricostruita nel 1435. La porta-torre e la torre di guardia erano simili a quelle di Chaoyangmen. La porta-torre misurava 31,2x16 metri e 30 metri d'altezza. Il barbacane misurava 74x65 metri, con una chiusa e un arco sul lato nord. Il Guandimiao era situato nell'angolo nord-orientale del barbacane, orientato a sud. La chiusa e la torre di guardia furono smantellate nel 1935. Il barbacane e la piattaforma della torre di guardia furono smantellate nel 1953 e la porta-torre nel 1965.
A causa della sua vicinanza alle colline occidentali e alle riserve di carbone del distretto di Mentougou, i carrelli che trasportavano carbone entravano in città attraverso Fuchengmen. L'arco del cancello del barbacane aveva un'incisione di un fiore di prugna: il fiore di prugna "梅 Mei" e il carbone "煤 Mei" sono omofoni in cinese; inoltre, i susini vicino a Fuchengmen fioriscono in primavera, all'epoca in cui il carbone non era più necessario e le consegne cessavano. Questo originò il detto "I fiori di prugna di Fucheng annunciano l'arrivo del calore della nuova primavera". Fuchengmen era anche chiamata informalmente Jingmen (惊门 - it. "Giustizia").

#### Deshengmen

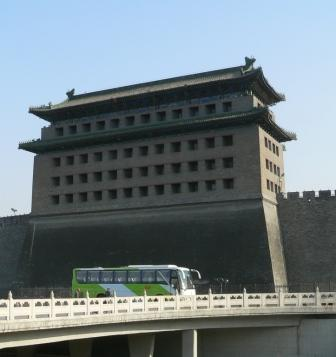
Torre di avvistamento di Deshengmen

Deshengmen (德勝門 - it. "Porta del Trionfo Morale") era situata nella parte occidentale delle mura settentrionali della Città Interna. Il suo nome fu cambiato dall'originale Jiandemen (建德門) al principio dell'Era Ming per celebrare la vittoria della nuova dinastia sui mongoli Yuan. La parete nord fu ricostruita nel 1372 leggermente più a sud della posizione originale. La porta-torre di Deshengmen era di 31,5 metri per 16,8 metri, con un'altezza di 36 metri. Il barbacane era 70 metri per 118 metri, il secondo più grande, dopo quello di Zhengyangmen. Il barbacane aveva una chiusa e un arco sul lato occidentale. Il suo tempio era dedicato a Zhenwu ("L'Imperatore Nero") ed era al centro del lato nord del barbacane, orientato a sud. Il barbacane fu smantellato nel 1915. Nel 1921 fu smantellata la porta-torre e nel 1955 la sua piattaforma. Nel 1979 fu proposta la demolizione della torre di guardia che venne invece risparmiata.
Sia i Ming sia i Qing, dopo aver sconfitto rispettivamente gli Yuan e i Ming, entrarono in città per la prima volta attraverso Deshengmen. I carri che trasportavano armi usavano pertanto questo cancello come portafortuna quando entravano o uscivano dalla città. Deshengmen era anche noto in modo informale come Xiumen (it. "avere alti standard morali ed etici").

#### Andingmen

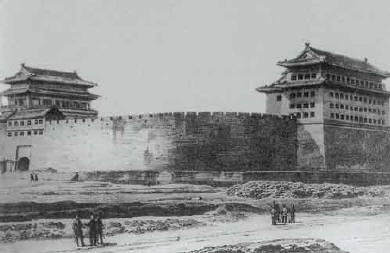
Andingmen nel 1860

Andingmen (cinese: 安定門T, 安定门S, ĀndìngménP, lett. "Porta della Stabilità/Porta della Pace Garantita") era situata sul lato occidentale delle mura settentrionali della Città Interna. Fu costruita quando la porta Anzhenmen (安貞 門T) di Dadu fu spostato a sud al principio dell'Era Ming. Il nome era benaugurate e auspicava "pace e tranquillità sotto i cieli (天下安定)". La porta-torre era di 31 metri per 16,05 metri e 36 metri di altezza. Il barbacane misurava 68 metri per 62 metri, con una chiusa e un arco sul lato occidentale. Il barbacane fu smantellato nel 1915 e la porta-torre e la torre di guardia nel 1969.
Sette dei cancelli della Città Interna di Pechino avevano un tempio dedicato a Guan Yu (c.d. "Guandimiao") costruito all'interno del barbacane. Andingmen e Deshengmen avevano invece i templi dedicati a Zhenwu (c.d. "Zhenwumia"), patrono dei soldati, poiché queste porte venivano utilizzate dai militari che entravano e uscivano dalla città.
Andingmen era noto in modo informale come Shengmen (生门 - it. "Raccolto abbondante"). L'Imperatore usava sempre questa porta quando lasciava la città per il Tempio della Terra, dove pregava per un raccolto abbondante. Fuori Andingmen si trovavano i depositi del letame utilizzato per fertilizzare i campi e da lì transitavano i carri che portavano il letame verso le fattorie in campagna.
Durante la demolizione, fu condotto un piccolo esperimento per testare l'integrità strutturale della porta-torre: si scoprì che la struttura poteva sporgersi in avanti di 15 gradi senza crollare.

#### Archivolti di nuova apertura
L'arco Shuiguanmen era situato vicino alla chiusa orientale di Zhengyangmen. Nel 1905 l'ufficio distrettuale dei lavori pubblici dell distretto della ambasciata di Dongjiao ricoprì il fossato originale di cemento. Si aprì un archivolto al posto della chiusa originale per creare un rapido accesso alla stazione ferroviaria di Zhengyangmen. Furono aggiunti due cancelli di ferro. Ogni lato dell'arco aveva una stanza scavata per fungere da stazione di guardia.
L'arco Hepingmen era situato sulla parete meridionale della Città Interna, tra Zhengyangmen e Xuanwumen. Fu aperto nel 1926 per decongestionare il traffico ed era pertanto privo di strutture difensive. Originariamente chiamato "Xinhuamen", il nome fu cambiato in "Hepingmen" nel 1927 per distinguerlo dal famoso Xinhuamen, l'ingresso di Zhongnanhai, un complesso di uffici governativi centrali. Gli archi erano alti 13 metri e larghi 10 metri, con due cancelli di ferro. La parte superiore dell'arco fu rimossa nel 1958 e il cancello divenne una semplice apertura nel muro.
L'arco Jianguomen era situato al margine meridionale del muro orientale della Città Interna. Era nella regione nord-orientale dell'antico osservatorio di Pechino. La porta fu smantellata nel 1939 e al suo posto fu creata un'apertura larga 7,9 metri. Ricordava il carattere "八" invertito. Sebbene fosse semplicemente un'apertura nel muro e non una vera porta, come tale venne chiamata: "Qimingmen". Il nome fu cambiato in "Jianguomen" nel 1945. Nel 1957, l'archivolto fu abbattuto insieme alle mura interne della città circostante.
L'arco Fuxingmen era situato al margine meridionale delle mura occidentali della città interna, alla stessa latitudine di Jianguomen sulla parete orientale. La porta fu smantellato nel 1939 e al suo posto fu creata un'apertura di 7,4 metri di larghezza. Aveva la forma di un carattere "八" invertito, simile a Jianguomen. Anche a lui fu dato il nome di una porta: "Chang'anmen". Il nome fu cambiato in "Fuxingmen" nel 1945 quando fu costruita una piattaforma alta 12,6 metri e fu aggiunto un passaggio ad arco singolo largo 10 metri. La struttura completa fu smantellata nel 1955.

### Torrioni angolari della Città Interna

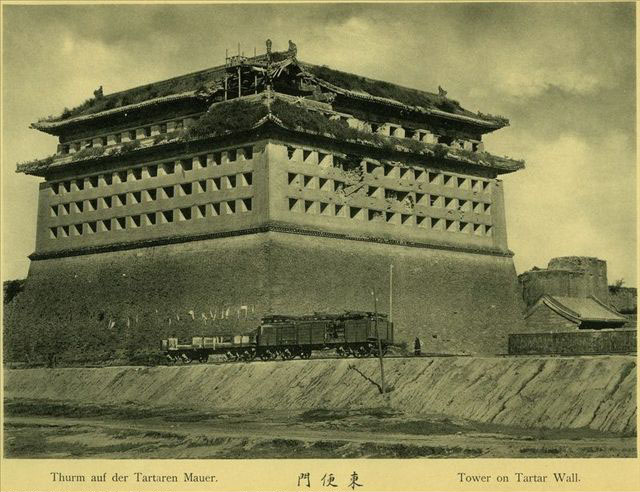
Torre di guardia d'angolo sud-est della Città Interna agli inizi del XX secolo.

Torrioni "simili a fortezze" occupavano i quattro angoli delle mura della Città Interna. Erano tutti in stile Xieshanding multi-gronda, con piastrelle grigie smaltate di verde. Avevano un'altezza di 17 metri ed una piattaforma alta 12 metri (altezza totale 29 metri). I due lati adiacenti di fronte alla città erano larghi 35 metri. Si elevavano per quattro piani e avevano 14 balestriere su ogni piano. I due lati adiacenti affacciati alla città avevano 4 balestriere su ogni piano. I lati di fronte alla città avevano anche vere finestre che potevano essere aperte per la ventilazione e la luce (laddove le balestriere venivano aperte solo per scopi bellici). L'interno delle torri era vuoto: piattaforme e scale circondavano le pareti per consentire l'accesso alle balestriere.
È sopravvissuto solo il torrione d'angolo sud-orientale. Per evitare di interrompere il servizio ferroviario presso la vicina Stazione Centrale di Pechino durante la costruzione della metropolitana, la linea venne dirottata lontano dalle mura, salvando così dalla demolizione la torre ed una sezione delle mura interne. Il torrione nord-orientale fu smantellato nel 1920 e la sua piattaforma nel 1953. Il torrione nord-occidentale fu distrutto dai cannoni russi durante la Ribellione dei Boxer e la sua piattaforma fu smantellata nel 1969. Il torrione sud-occidentale fu smantellato nel 1930 a causa della mancanza di fondi per la manutenzione e la sua piattaforma fu smantellata nel 1969.

## La Città Esterna

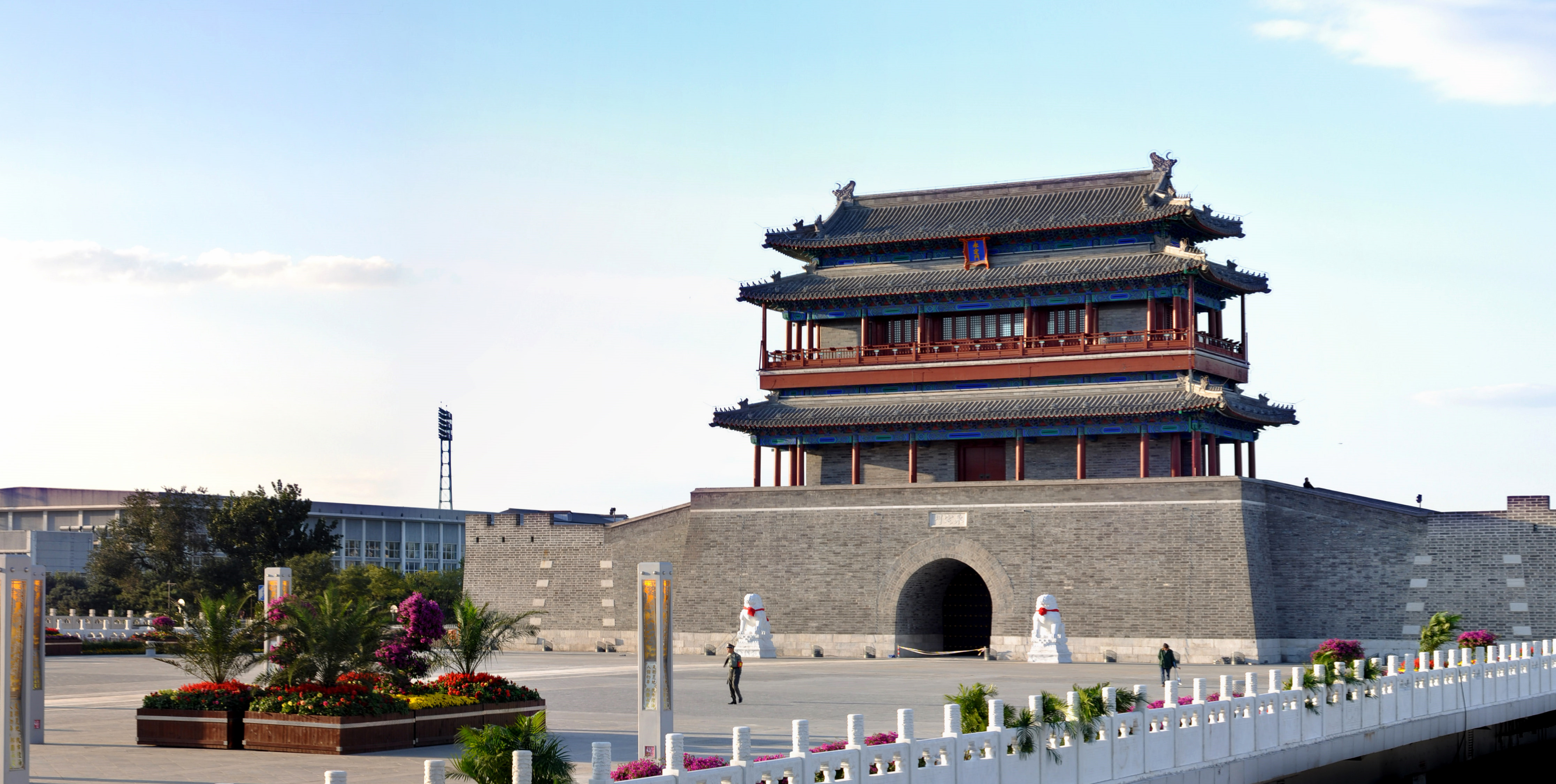
La porta-torre ricostruita di Yongdingmen.

La Città Esterna era anche chiamata "Guocheng" o "Waiguo". Realizzata tra il 1553 ed il 1564, aveva mura alte 7,5-8 metri e larghe 12 metri nella parte inferiore e 9 metri nella parte superiore. L'angolo sud-est fu costruito su una diagonale per evitare il terreno paludoso depresso della zona, richiamando al contempo il mito di Nüwa che riparava i cieli poiché mancanti nel nord-ovest.
Le mura meridionali racchiudevano le mura meridionali del Tempio del Cielo. Le mura orientali e occidentali erano parallele alle mura della Città Interna, a circa 2 km di distanza. Questo era il luogo ove sorgevano le mura di terra battuta di Dadu, abbandonate negli anni finali del regno di Hongwu (1368-1398). Le pareti nelle sezioni nordorientale e nordoccidentale furono costruite usando materiali recuperati dalla struttura di terra battuta degli Yuan. Il perimetro murato della Città Esterna era di circa 28 km. L'intero recinto delle Città Interna ed Esterna formava il carattere "凸" con un perimetro di 60 km totali. Furono costruite undici porte nella cinta esterna di Pechino: tre ciascuna sulle pareti orientale, meridionale e occidentale e due sulle pareti settentrionali (una nella parte nord-orientale e una nella parte nord-occidentale).
Quando fu pianificata la costruzione della Città Esterna nel 1550, subito dopo l'assedio di Altan Khan, l'ambiziosa idea era di costruire nove piccole città minori attorno alle nove porte della Città Interna. Si cominciò a costruire tre di queste "città minori" e subito si verificarono rallentamenti. Presso le porte della città interna erano infatti sorte nel corso dell'ultimo secolo molte case e negozi di gente comune e tutti questi edifici avrebbero dovuto essere smantellati. I cittadini, scontenti, costrinsero ad abbandonare il progetto non molto tempo dopo l'inizio della costruzione. Nel 1553 fu deciso che le rimanenti mura di terra battuta della città di Dadu fossero smantellate e le materie prime utilizzate per completare le mura esterne della città per formare un "回", circondando la Città Interna con una città esterna concentrica. Il piano prevedeva che le mura esterne della città avessero un perimetro di 70 km. Le mura est e ovest sarebbero state 17 km e quelle nord e sud 18 km. Il piano prevedeva altre 11 porte, altre 176 torri d'avvistamento, due chiuse aggiuntive al di fuori del fiume Xizhimen e Tonghui e altre otto chiuse in aree depresse/paludose. L'espansione della Città Esterna fu un grande progetto, superiore a qualsiasi altro intervento urbanistico delle precedenti dinastie. L'imperatore approvò e la costruzione iniziò nel 1554. Sotto la supervisione di Yan Song, il progetto fu diviso in varie fasi. Le mura meridionali furono costruite per prime per aggiungere ulteriori difese per il vivace quartiere commerciale a sud della porta Zhengyangmen della Città Interna. Le mura orientali e occidentali erano pianificate per la seconda fase dei lavori. Tuttavia, a causa delle successive invasioni dei Mongoli e dei Manciù, i soldati furono chiamati alle frontiere settentrionali per difendere la Grande Muraglia, e così pochi furono risparmiati per aiutarne la costruzione. Una grande parte della Città Proibita, la residenza dell'imperatore, prese fuoco nel 1557 e la sua ristrutturazione risucchiò operai e fondi. L'ampliamento delle mura esterne di Pechino non fu quindi mai completato. Nel 1564 furono costruiti i barbacani delle porte della Città Esterna.

### Mura della Città Esterna
Le mura della Città Esterna avevano quattro torri di guardia angolari e sette porte-torri. L'esterno del muro era coperto da blocchi della larghezza media d'un metro. La maggior parte dei blocchi più grandi furono installati durante sotto i Ming e quelli più piccoli sotto i Qing. I blocchi sulla superficie interna misuravano in media 0,7 metri. Le mura della Città Esterna avevano un'altezza media di 6-7 metri, erano larghi da 10 a 11 metri nella parte superiore e da 11 a 15 metri alla base. Le sezioni occidentali erano le più strette, con una media di soli 4,5 metri nella parte superiore e 7,8 metri alla base.
Le mura, le porte-torri e le torri di guardia angolari della Città Esterna furono smantellate tra il 1951 e il 1958.

### Porte della Città Esterna
Le mura della Città Esterna avevano sette porte: tre a sud, una a est, una a ovest e due a nord (sezioni nord-est e nord-ovest). Le porte-torri erano tutte di dimensioni più ridotte rispetto a quelle della Città Interna. La più grande era la porta meridionale centrale: Yongdingmen. Questa porta era allineata sullo stesso asse nord-sud di Zhengyangmen (Città Interna), Tiananmen (Città Imperiale) e Wumen (Città Proibita). La porta-torre di Yongdingmen era alta circa 20 metri, in stile Xieshanding multi-gronda, e misurava 7x3 stanze. Appena sotto le dimensioni di Yongdingmen c'era Guangningmen (attuale Guang'anmen). Le porte-torri di Guangqumen, Zuo'anmen e You'anmen erano tutte in stile Xieshanding a gronda singola e si elevavano per un solo piano (altezza complessiva 15 m). Le due porte laterali, Dongbianmen e Xibianmen, erano ancora più piccole.
I barbacani delle porte della Città Esterna non furono costruiti dai Ming. Le torri di guardia furono costruite durante il regno di Qianlong (1735-1796). Le torri d'avvistamento della Città Esterna erano più piccole di quelle della Città Interna. La torre di guardia di Yongdingmen era la più grande della cinta muraria esterna: aveva due file di balestriere con sette fessure in ciascuna fila sul davanti e due file di tre su ciascun lato. A differenza della Città Interna, le torri di guardia non avevano una torre laterale sul fronte interno: c'era solo un arco. Le torri di guardia di Guang'anmen, Guangqumen, Zuo'anmen e You'anmen avevano ciascuna 22 balestriere. Dongbianmen e Xibianmen avevano le torri di guardia più piccole, con solo otto balestriere. A differenza della Città Interna, i barbacani sul muro esterno erano tutti costruiti attorno alla base delle torri di guardia anziché alla base delle porte-torri, formando così una linea retta con l'arco del cancello, e mancavano dei templi in onore a Guandi.

#### Yongdingmen

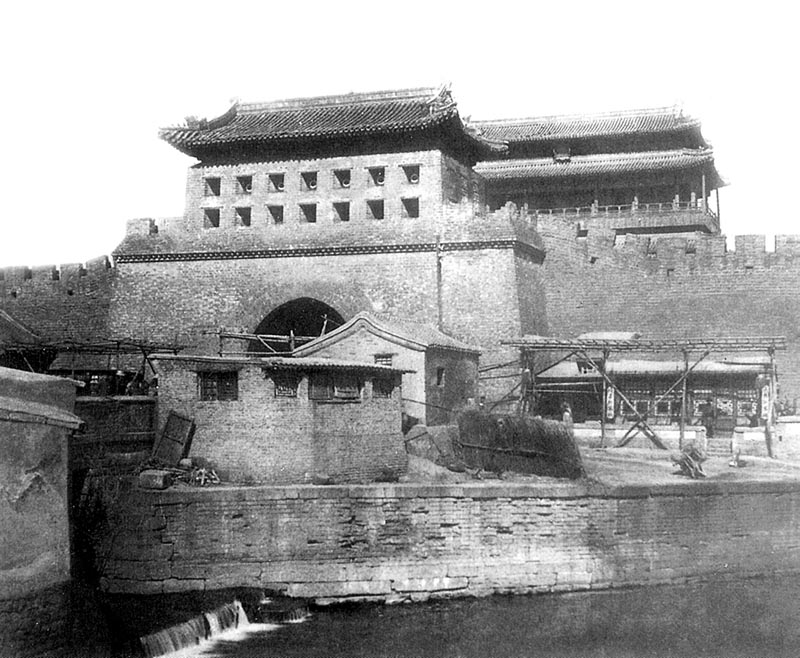
Yongdingmen nel 1950

Yongdingmen (永定門T, 永定门S, YǒngdìngménP, lett. "Porta dell'Eterna Stabilità") era situata nel centro del muro meridionale esterno di Pechino. Fu costruita nel 1766, imitando lo stile Xieshanding multi-gronda con piastrelle grigie smaltate di verde delle porte-torri della Città Interna. Si elevava per due piani, ciascuno di 5x3 stanze (24x10,5 m). La porta-torre era alta 26 metri. La torre di guardia era di piccole dimensioni: 3x1 stanza (12,8x6,7 m), in stile Xieshanding a gronda singola con tegole grigie. Aveva due livelli di balestriere: sette su ogni livello sulla faccia meridionale e tre su ogni livello sui lati orientale e occidentale. Un unico arco era posizionato direttamente sotto la piattaforma della torre di guardia. Il cancello aveva un barbacane rettangolare che misurava 42 metri da est a ovest e 36 metri da nord a sud. Gli angoli del barbacane erano curvi. Durante la Ribellione dei Boxer, l'11 giugno, il segretario della legazione giapponese Sugiyama Akira (杉山 彬?) fu attaccato e ucciso vicino Yongdingmen dai soldati musulmani del generale Dong Fuxiang che stavano sorvegliando la parte meridionale della cinta muraria cittadina. Il barbacane fu smantellato nel 1950 e la porta-torre e la torre di guardia nel 1957. Nel 2004, la porta-torre fu ricostruita leggermente a nord della posizione originale.

#### Zuo'anmen
Zuo'anmen (左 安門 - it. "Porta Sinistra della Pace") era situata nella parte orientale del muro meridionale. La porta-torre era costruita su un unico livello in stile Xieshanding a gronda unica con tegole grigie e misurava 3x1 stanza (16x9 m). La porta-torre era alta 6,5 metri e si elevava su una piattaforma alta 15 metri. Anche la torre di guardia era a un solo piano e nello stile Xieshanding a gronda unica con tegole grigie. Misurava 3x1 stanza (13x6 m) e 7,1 m d'altezza. Usava la stessa disposizione di balestriere e aveva lo stesso tipo di barbacane di Yongdingmen. La porta-torre e la torre di guardia furono smantellate negli anni '30, e la piattaforma della porta-torre, la piattaforma della torre di guardia e il barbacane furono smantellati nel 1953.
Zuo'anmen era comunemente indicata come "Jiangcamen": i vocaboli omofoni 江擦 (jiāng cā) e 礓磋 (jiāng cuō) indicano che sono gradini in pietra senza pedane simili a scale.

#### You'anmen
You'anmen (右安門 - it. "Porta Destra della Pace") era situato nella parte occidentale del muro meridionale. Era comunemente noto come "Fengyimen" o "Xinanmen" ("Porta sud-occidentale"), perché sorgeva vicino alla vecchia porta Fengyimen della città Jin di Zhongdu. Tutte le sue specifiche erano le stesse di Zuo'anmen. Il barbacane e la torre di guardia furono smantellati nel 1956 e la porta-torre nel 1958.

#### Guangqumen
Guangqumen (廣渠門 - it. "Porta dell'Esteso Canale") era situata leggermente a nord della sezione centrale del muro orientale. Il suo nome comune era Shawomen (沙窝門). Aveva le stesse specifiche di Zuo'anmen. La torre di guardia fu smantellata negli anni '30 e il barbacane e la porta-torre nel 1953.
Il generale Ming Yuan Chonghuan sconfisse le forze della dinastia Manchu Houjin presso questa porta nel 1629, negli ultimi anni della dinastia Ming. Nel 1900, quando le forze dell'Alleanza delle otto nazioni raggiunsero Pechino, inizialmente non attaccarono questa porta, quindi le truppe di stanza lì furono trasferite per aiutare a difendere le altre porte della Città Esterna. Le truppe britanniche colsero l'occasione per sfondare il cancello, piazzare i loro cannoni al Tempio del Cielo e da lì bombardare la porta-torre interna di Chongwenmen dal Tempio del Cielo ed entrarono nel centro città.

#### Guang'anmen
Guang'anmen (廣安門 - it. "Porta dell'Estesa Pace") era situata leggermente a nord della sezione centrale del muro occidentale. Fu chiamata Guangningmen (廣宁門) dai Ming ma perdurò il nome popolare di Zhangyimen perché si trovava sullo stesso asse della porta Zhangyimen di Zhongdu. Il nome fu cambiato da "Guangningmen" a "Guang'anmen" dai Qing, al fine di evitare le critiche all'imperatore Qing Xuan che fu chiamato Minning (旻宁). Le sue specifiche originali erano le stesse di Guangqumen. Poiché fu pesantemente utilizzata dai nuovi arrivati che entravano in città dalle province del sud della Cina, l'imperatore Qianlong decise di rendere la porta più imponente e maestosa. Guang'anmen fu ampliata nel 1766 in uno stile che imitava Yongdingmen e le porte della Città Interna. La porta-torre era un edificio a due piani in stile Xieshanding multi-gronda, con tegole grigie smaltate di verde. Era alta 26 metri e misurava 13,8x6 m (3x1 stanza). Il barbacane era originariamente semicircolare. Dopo l'espansione del 1766, divenne rettangolare con angoli curvi e misurava 39x34 m. Il barbacane e la torre di guardia furono smantellati negli anni '40 e la porta-torre nel 1957.

#### Dongbianmen

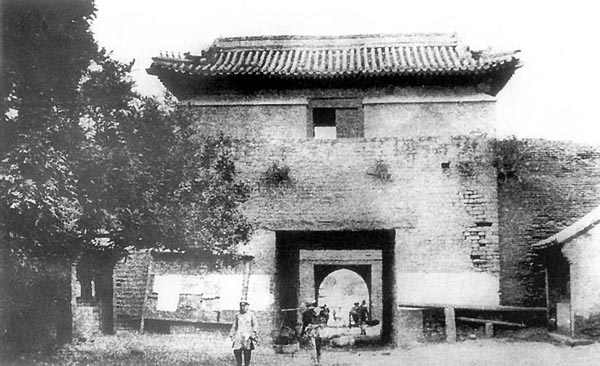
Dongbianmen nel 1921

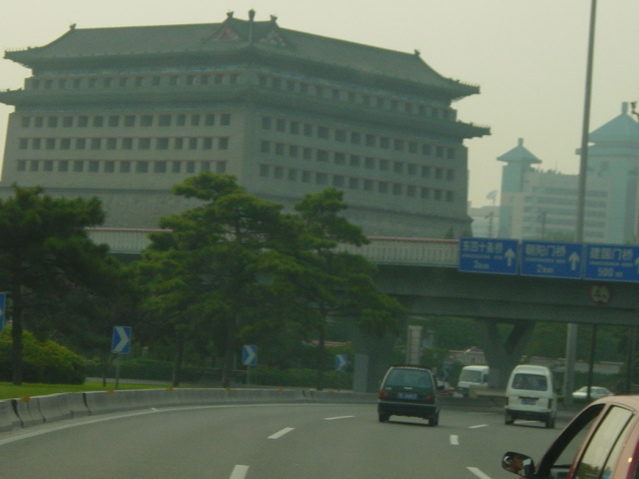
Dongbianmen sorgeva accanto alla torre di guardia dell'angolo sud-est della Città Interna.

Dongbianmen (東便門 - it. "Porta Laterale Orientale") si trovava nell'angolo nord-orientale delle mura esterne, nel punto in cui queste piegavano verso le mura interne della città. Furono pertanto costruite due porte in corrispondenza dell'angolo nord-occidentale delle mura della Città Esterna, inizialmente intese come temporanee e quindi prive di nome. Circa dieci anni dopo il completamento, le porte furono chiamate Dongbianmen ("porta laterale orientale") e Xibianmen ("porta laterale occidentale"). La porta-torre di Dongbianmen era simile a quella di Zuo'anmen ma su una scala leggermente più piccola: 11,2x5,5 m e 12,2 m d'altezza. Il cancello non aveva arco; invece aveva una postierla laterale in legno su un lato. La torre di guardia fu costruita durante il regno di Qianlong (1735–1796), con due livelli di balestriere, quattro per livello sul lato settentrionale e due per livello sul lato orientale e occidentale. Il barbacane e la torre di guardia furono smantellati negli anni '30 a causa della mancanza di fondi per la manutenzione. La porta-torre fu smantellata nel 1958 quando fu costruita la Stazione Centrale di Pechino.

#### Xibianmen

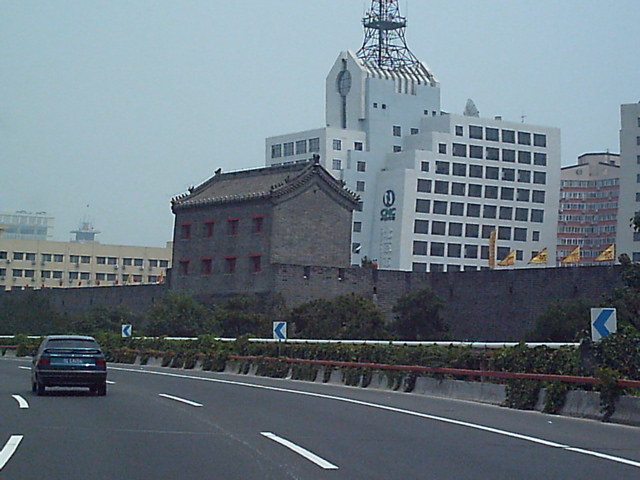
Le mura superstiti del barbacane di Xibianmen.

Xibianmen (西便門 - it. "Porta Laterale Occidentale") era situata all'angolo nord-occidentale delle mura della Città Esterna. Era alta 10,5 m, con misure altrimenti simili a Dongbianmen. Fu smantellata nel 1952. Rimangono parti delle mura del barbacane.

### Torrioni angolari della Città Esterna
Nel 1554 furono costruiti i quattro torrioni angolari per le mura della Città Esterna. Erano tutti edifici a un piano in stile Xieshanding cruciforme, alti 7,5 m e contenenti una stanza di 6x6 m. C'erano due livelli di balestriere: tre su ogni livello sui due lati rivolti verso l'esterno della città e due su ogni livello sui due lati rivolti verso la città. I torrioni d'angolo sud-occidentale e nord-orientale furono smantellati negli anni '30, quelli sud-orientale e nord-occidentale rispettivamente nel 1955 e nel 1957.

## Città Imperiale

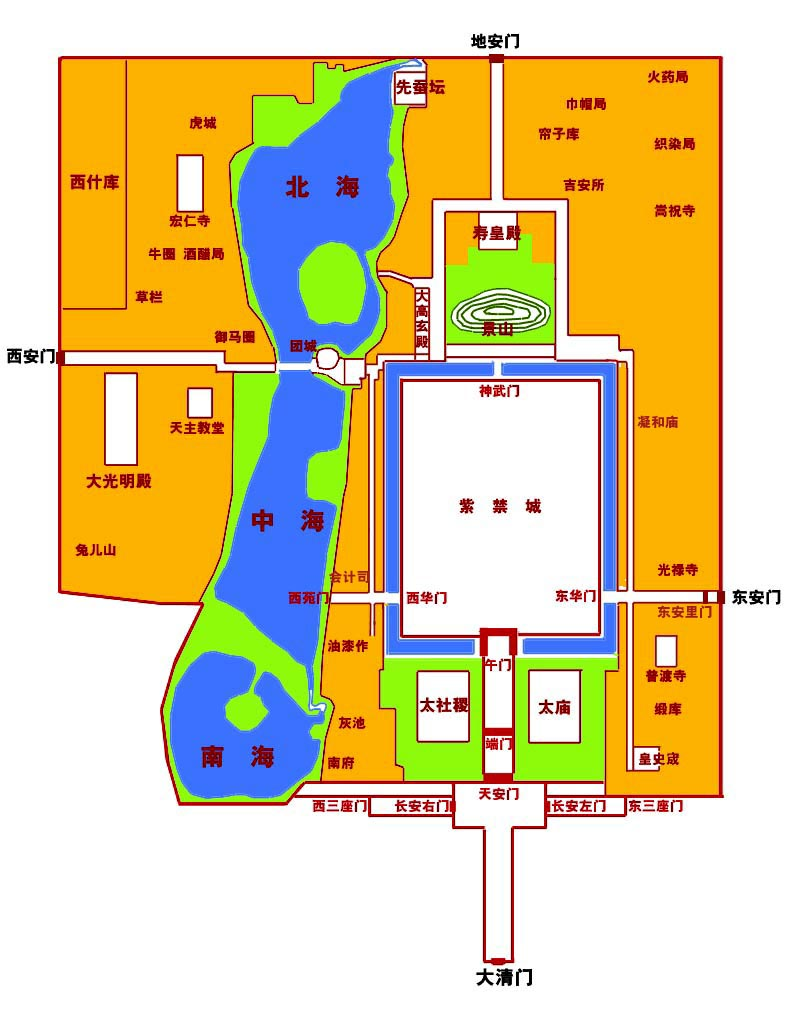
Città imperiale, Pechino.
Il rettangolo bianco identifica la Città Proibita.

La "Città Imperiale" di Pechino fu costruita da Yongle (1402-1424) espandendo verso nord, est e sud i confini di Dadu per poter liberamente interdire l'uso della Città Proibita a chiunque non facesse parte della famiglia imperiale.

### Mura della Città Imperiale
Aveva forma rettangolare, tranne nell'angolo sud-occidentale occupato dal Tempio di Qingshou. Le mura avevano una media di 7 a 8 metri di altezza ed erano spesse 2 metri alla base e 1,7 metri in cima. Erano dipinte di rosso all'esterno, con piastrelle gialle "imperiali" smaltate nella parte superiore. Aveva un perimetro di 10,6 km:  2.506 m a nord, 1.701 m a sud, 2.756 m a est, 3.724 m a ovest). C'erano sette porte (alcune fonti contano quattro, sei o otto porte) di cui Tiananmen, Di'anmen, Dong'anmen e Xi'anmen sono le quattro citate dal detto "Città Interna nove porte, Città Esterna sette porte, Città Imperiale quattro porte (内 九 外 七 皇城 四)".

### Porte della Città Imperiale

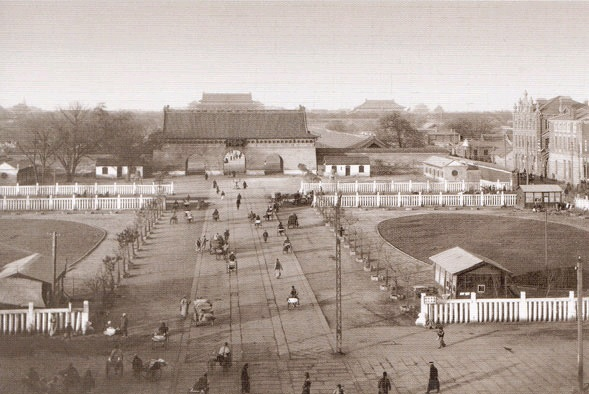
"Porta della Cina" (Zhonghuamen), vista da sud. Questa è ora la posizione del Mausoleo di Mao Zedong in Piazza Tiananmen.

La porta principale nella sezione meridionale delle mura era Damingmen, realizzata in mattoni a imitazione delle porte della Città Proibita. La sua base era di marmo bianco nello stile di fondazione Xumi. La porta-torre era in stile Xieshanding a gronda unica con tegole "giallo imperiale" smaltate. Aveva cinque colonne sul davanti, tre arcate al centro e ringhiere di marmo bianco. Il suo nome fu cambiato in Daqingmen (大清門 it. "Grande Porta dei Qing") nel 1644, quando i Manciù conquistarono Pechino fondando la dinastia Qing. Una tavoletta di marmo bianco sul cancello aveva il nome "Daqingmen" inciso in oro su uno sfondo azzurro. Nel 1912, quando la dinastia Qing fu rovesciata e fu istituita la Repubblica di Cina, il nome della porta fu cambiato in Zhonghuamen ("Porta della Cina"). Gli urbanisti decisero di riutilizzare il cartello di marmo scrivendo "Zhonghuamen" sul retro salvo scoprire che anche lì si trovava scritto il nome Damingmen. Si risolse allora d'usare un nuovo cartello di legno. Nel 1954, con la raccomandazione degli urbanisti sovietici che lavoravano a Pechino, la porta fu smantellata per erigere Piazza Tiananmen. Sul sito originario di Damingmen sorge oggi il Mausoleo di Mao Zedong.
Situata a sud-ovest di Tiananmen, Chang'anzuomen è simile a Damingmen. Fu anche chiamato "Qinglongmen" o "Longmen", che significa "Porta del Drago", perché durante le dinastie Ming e Qing, i risultati dei c.d. Esami imperiali furono pubblicati su questa porta. Superare con successo gli esami garantiva l'accesso alla Città Proibita per lavorare in posizioni burocratiche imperiali, normalmente vietate ai cittadini comuni. Fu smantellata nel 1952 quando fu ampliato il viale Chang'an.
Situata a sud-est di Tiananmen, Chang'anyoumen era simile a Damingmen. Fu anche chiamato "Baihumen" o "Humen", che significa "Porta della Tigre", perché durante le dinastie Ming e Qing, i prigionieri venivano giustiziati ad ovest di questa porta. Fu smantellata nel 1952 quando fu ampliato il viale Chang'an.

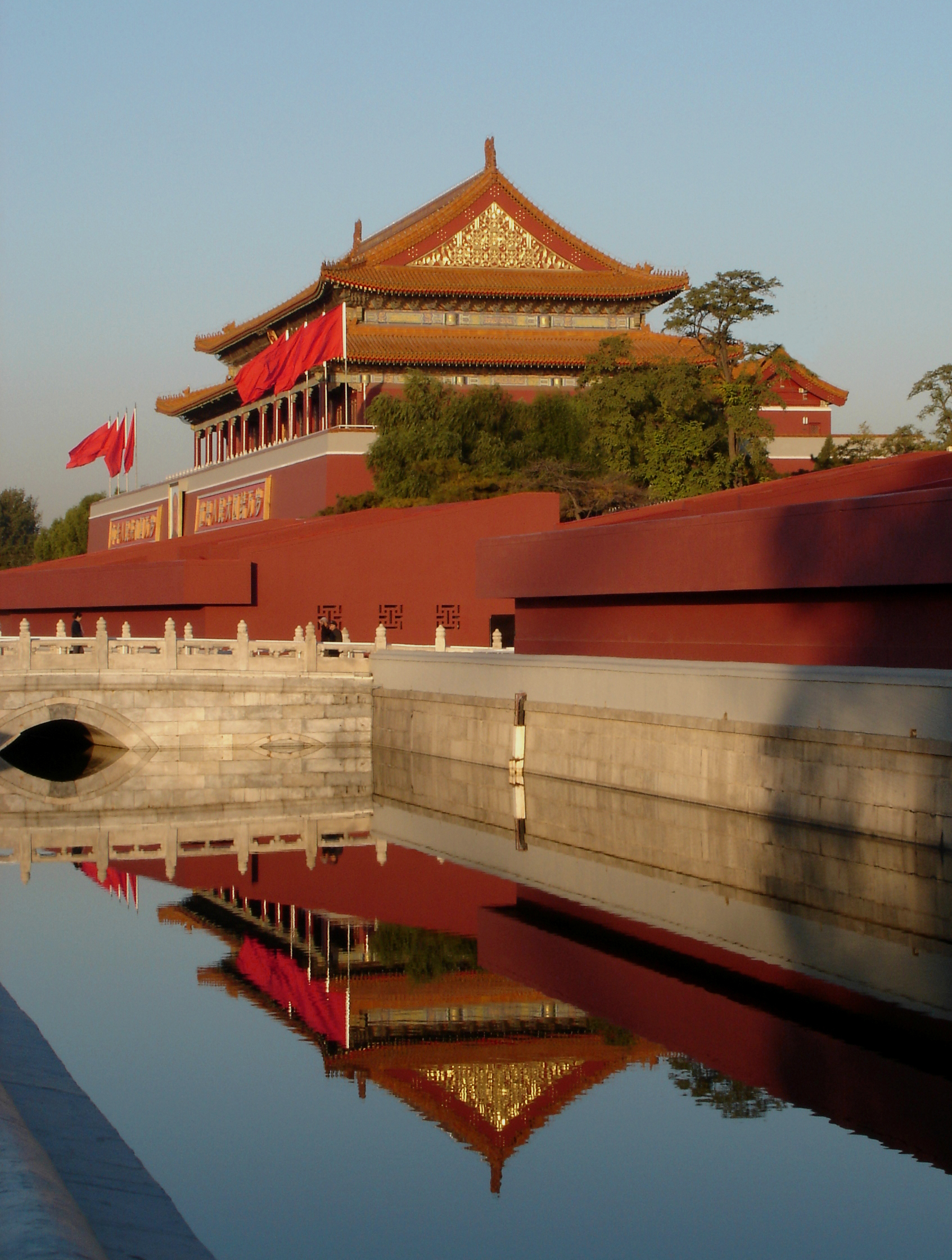
Porta Tiananmen.

Tienanmen ("Porta della Pace celeste"), originariamente chiamata Chengtianzhimen, fu ribattezzata durante la dinastia Qing. Era situata nel centro delle mura meridionali della Città Imperiale. Il Daming Huidian (gli statuti raccolti della dinastia Ming) si riferisce ad essa come la porta principale della Città Imperiale. Tiananmen è una delle numerose porte allineate su un asse nord-sud all'ingresso principale della Città Proibita. La sua piattaforma è alta 13 metri. Ha una base in marmo bianco in stile Xumi e cinque arcate. La porta-torre è stata costruita in stile Xieshanding multi-gronda con tegole "giallo imperiale" smaltate. Misura 9x5 stanze (originariamente 5x3 stanze sotto i Ming) e 33,7 m d'altezza. Fu completamente ricostruita nel 1958 e successivamente riparata in diverse occasioni.
Duanmen era situata direttamente a nord di Tiananmen. Era simile a Tiananmen. Può essere intesa come una porta esterna di Wumen che era l'ingresso principale della Città Proibita. Ciò è conforme alla regola delle cinque porte "Zhimen"/"Kumen" dei Riti di Zhou.
Dong'anmen era situata leggermente a sud del centro delle mura orientali della Città Imperiale. In stile Xieshanding a gronda unica con tegole "giallo imperiale" smaltate, era composto da sette stanze per tre stanze e aveva tre arcate, ognuna dotata di un paio di porte dipinte di rosso con chiodi d'oro. Fu distrutta da un incendio nel 1912 durante l'insurrezione di Cao Kun contro Zhang Xun. Nel 2001 il sito è divenuto il Parco della Città Imperiale di Pechino.
Xi'anmen era situata leggermente a nord del centro delle mura occidentali della Città Imperiale. Era simile a Dong'anmen. Fu accidentalmente incendiata il 1º dicembre 1950. Una versione più piccola della porta-torre fu costruita nel suo sito originale, usando i materiali originali, come commemorazione.
Beianmen era situata sull'asse centrale delle mura settentrionali della Città Imperiale. La porta nord della Città Imperiale, fu comunemente chiamata "Houzaimen" in epoca Ming e ribattezzata "Di'anmen" dai Qing. Era simile a Dong'anmen ma leggermente più grande. Fu smantellata tra il 1954 e il 1956.

## Città Proibita

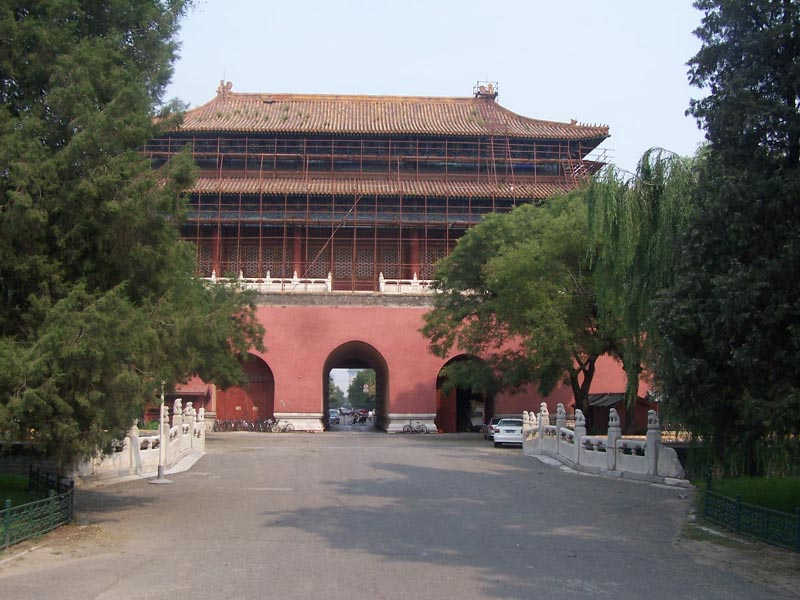
Porta Donghuamen

La cittadella imperiale di Pechino, chiamata "Città Proibita" (cinese: 紫禁城S, ZǐjìnchéngP, lett. "Città Purpurea") perché interdetta alla maggior parte della popolazione, fu completata nel 1415 e servì quale palazzo imperiale delle dinastie Ming e Qing. Il complesso palaziale si compone di 980 edifici per un totale di 8.707 camere e copre 720.000 m² che ne fa "il più grande palazzo del mondo" oltre che l'esempio di riferimento della sontuosa architettura tradizionale cinese.
Dal 1925, la Città Proibita è diventata un museo, il c.d. "Museo del Palazzo", la cui vasta collezione di opere d'arte e manufatti è stata realizzata grazie alle collezioni imperiali delle dinastie Ming e Qing. Nel 1987, è stata inserita nell'elenco dei Patrimoni dell'umanità dell'UNESCO che la riconosce come la più grande collezione di antiche strutture in legno che si sia conservata fino ai giorni nostri.

### Mura della Città Proibita

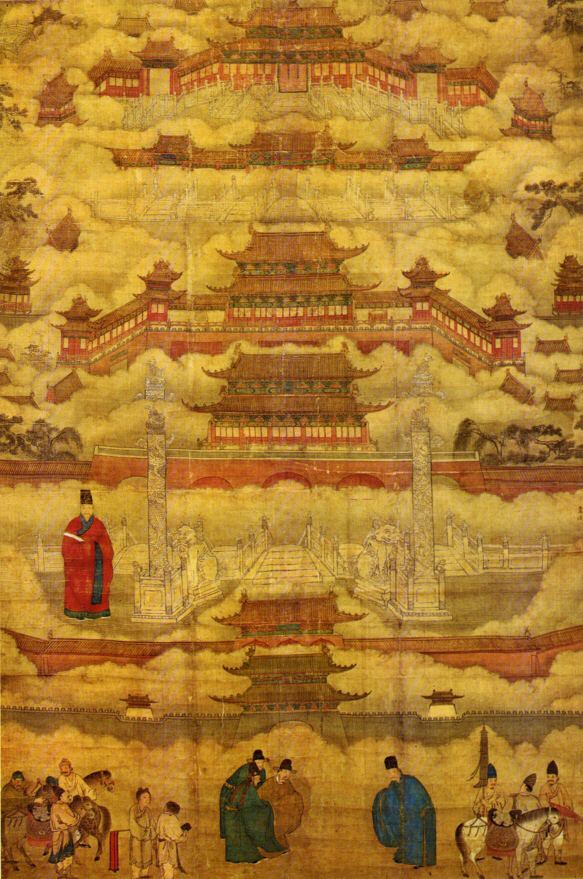
La Città Proibita come raffigurato in un dipinto della dinastia Ming

La cittadella imperiale ha mura perimetrali di 3,4 km, alte 10 m e spesse 8,62 m alla base e 6,66 m alla sommità. Il muro aveva due file di tegole smaltate colore "giallo imperiale" incastonate su una base triangolare alta 0,84 metri. I lati interni ed esterni delle pareti erano rinforzati con mattoni spessi 2 metri che circondavano pietre e terra battuta. La Città Proibita aveva quattro torri di guardia angolari costruite in una combinazione di stile Xieshanding multi-gronda e quattro porte.

### Porte della Città Proibita
Wumen (午 門 - it. "Porta Meridiana") era la porta principale, rivolta a sud, in linea con l'asse centrale della città che attraversava Yongdingmen (Città esterna), Zhengyangmen (Città Interna) e Tiananmen (Città Imperiale). Fu costruita su una piattaforma a forma di "凹" alta 13,5 m. La porta-torre misurava 9x5 stanze, a più piani e con veranda coperta. Aveva due corpi di fabbricata turriti su ciascun lato, di forma quadrata, ciascuno di 5x5 stanze. Le due ali che protrudono dalla struttura centrale sono chiamate "torri ad ali di falco": ognuna misura 13x2 stanze con un padiglione turrito all'estremità. Le ali hanno ciascuna un cancello minore vicino all'intersezione con il corpo principale della piattaforma. A sinistra e a destra della piattaforma ci sono meridiane e altri strumenti di misurazione del tempo. Le porte sono di forma rettangolare, differenti dagli archivolti della Città Esterna, della Città Interna e della Città Imperiale. Ci sono tre architravi nel mezzo del cancello.
Il Qing Huidian registra che c'erano sei porte per la Città Proibita perché conteggia anche le due porte secondarie delle "ali" di Wumen.
Xuánwumen (玄武门) (da non confondere con la Xuanwumen della Città Interna), chiamata anche Shenwumen, era l'ingresso settentrionale della Città Proibita. La porta-torre misurava 5x3 stanze, era a più piani con veranda coperta. Ha tre porte rettangolari. Durante le dinastie Ming e Qing, c'era una porta chiamata Beishangmen appena fuori da questa porta ma fu smantellato nel 1950.
Donghuamen era l'ingresso orientale della Città Proibita, con un disegno simile a quello di Xuánwumen e Xihuamen. Xihuamen era invece l'ingresso occidentale della Città Proibita, con un design simile a Xuánwumen e Donghuamen.

## Fossati, canali e altri sistemi spartiacque

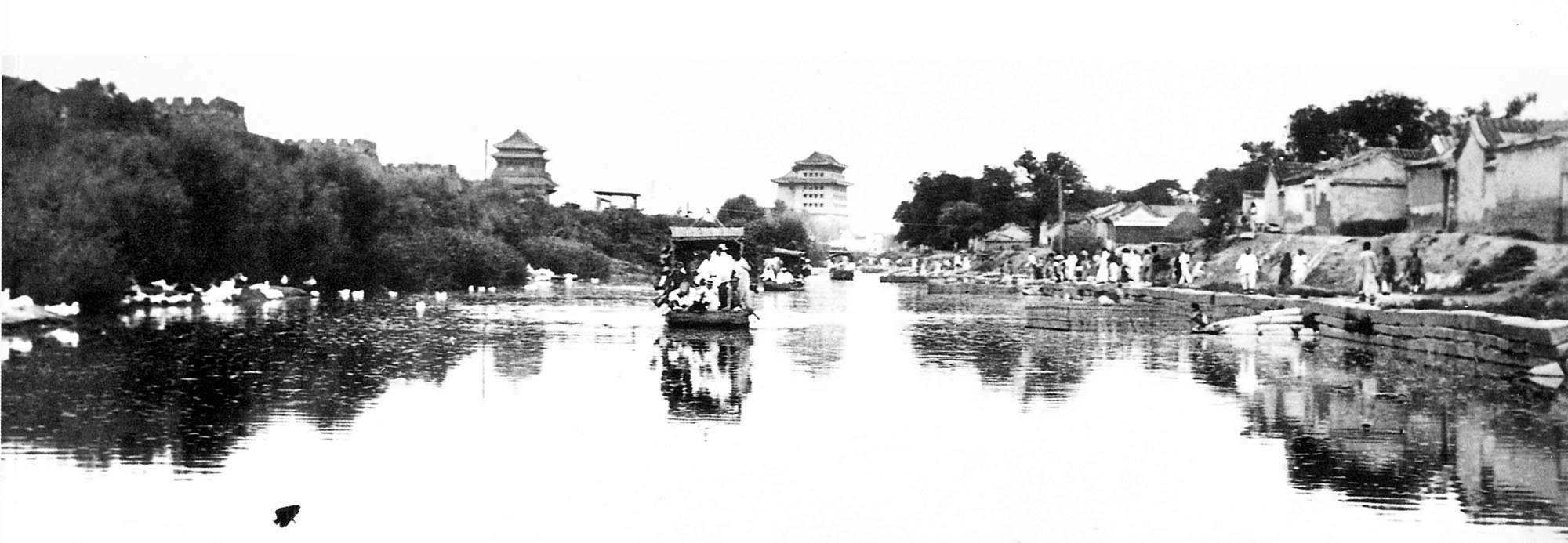
La sezione meridionale del fossato della Città Interna. La porta-torre e la torre di guardia di Zhengyangmen sono visibili in lontananza.

Già la capitale Yuan di Dadu aveva un vasto sistema di fossati dentro e intorno alla città. Dopo che le truppe Ming entrarono a Dadu nel 1368, la parete nord fu ricostruita leggermente a sud dell'originale. Il nuovo muro fu costruito sulla collina di terra accatastata formata dallo scavo del fossato di Dadu. Fu costruito un nuovo sistema di fossati per le tre principali porte meridionali della Città Proibita, della Città Imperiale e della Città Interna. I tre fossati furono quindi collegati ai fossati orientale e occidentale di Dadu. Quando la Città Esterna fu ricostruita da Jiajing (1521-1567) si aggiunse al sistema un nuovo fossato che circondava la cinta esterna della città.
L'acqua per i fossati era dirottata dai monti Yuquan e Baifuquan a nord-ovest della città. L'acqua seguiva lo Changhe e poi si divideva in due affluenti a Xizhimen. Un braccio dirigeva a est, per i fossati della Città Interna e dividendosi ulteriormente a Deshengmen in due canali, uno che scorreva a sud, l'altro a est. L'altro braccio entrava a Jishuitan, nel sud, e formava i tre laghi dei giardini imperiali e si congiungeva al sistema dei fossati a Tongzihe. Da lì l'acqua scorreva lungo la curvatura delle mura della città e si univa al fossato meridionale a Zhengyangmen. La rotta orientale girava di 90 gradi verso sud nella torre di guardia all'angolo nord-orientale e convergeva con i fossati meridionali della città a nord-ovest di Dongbianmen. Un altro fossato scorreva verso ovest e poi verso sud, circondando la Città Esterna. Convergeva con i fossati meridionale e orientale della Città Interna a Dongbianmen per sfociare poi nel fiume Tonghui.
Il sistema di fossati della Città Interna era più ampio, da 30 a 50 metri, a sud-est di Zhengyangmen. Il punto più stretto, largo solo 10 metri, era la sezione tra Dongzhimen e Chaoyangmen. Il fossato era profondo tre metri nel suo punto più profondo e un metro nel suo punto più basso, vicino a Fuchengmen. Il fossato della Città Esterna era più stretto e meno profondo. Alla fine dell'era Qing, il sistema dei fossati artificiali era ormai tanto integrato al paesaggio da comportarsi come un sistema fluviale naturale.
I passaggi d'acqua situati in diversi punti lungo le mura della città di Pechino hanno contribuito a consentire il flusso di approvvigionamento idrico in entrata e in uscita dalla città. Vi erano sette passaggi nella Città Interna: Deshengmen ovest (entrando nel centro città, tre passaggi), Dongzhimen sud (a sinistra della città, un passaggio), Chaoyangmen sud (a sinistra della città, un passaggio), Chongwenmen est (a sinistra, un passaggio), Zhengyangmen est (a sinistra della città, un passaggio), Zhengyangmen ovest (a sinistra della città, tre passaggi) e Xuanwumen ovest (a sinistra della città, un passaggio). C'erano tre passaggi nella Città Esterna: Xibianmen est (entrando nella città, tre passaggi), Dongbianmen ovest (entrando nella città, tre passaggi) e Dongbianmen est (il principale drenaggio per le città Interna ed Esterna, tre passaggi). I canali avevano fondamenta di terra battuta ricoperta di lastre e mattoni di pietra, seguiti da bricchi. Ogni chiusa era protetta da due o tre ringhiere di ferro e sorvegliata da molti soldati.
Il sistema dei fossati ha influenzato le attività quotidiane dei cittadini di Pechino. Dal regno di Yongle (1402–1424) fino alla dinastia di metà Qing (1644–1912), le sezioni orientali del sistema del fossato meridionale furono utilizzate come canali per il trasporto di alimenti di base che entravano in città. I cittadini comuni potevano imbarcarsi nel sistema del fossato orientale, viaggiare verso sud per lasciare la città a Dongbianmen e scendere lungo il fiume Tonghui, che conduce alle aree rurali di Tongzhou. Ogni anno durante l'Ullambana, le persone collocano piccole navi contenenti candele sull'acqua. Quando congelavano durante l'inverno, i fossati divenivano scorciatoie dentro e fuori dalla città. Si pattinava sul ghiaccio che veniva tagliato e conservato nelle cantine per essere riutilizzato d'estate. I fossati ospitavano molti pesci e anatre.
Nel 1953, il sistema di fossati di Pechino fu misurato in 41,19 km. Mentre la città continuava ad espandersi, i fossati non veniva più utilizzati e gran parte di essi venne incanalata sottoterra. I fossati delle tre principali porte meridionali divennero fiumi sotterranei durante gli anni '60. I fossati occidentale, orientale e settentrionale furono coperti negli anni '70. Rimangono alcuni resti del fossato settentrionale della Città Interna, il fossato meridionale della Città Esterna e i fossati della Città Imperiale e della Città Proibita.
Molti dei laghi artificiali di Pechino furono riempiti tra la metà degli anni '60 e la metà degli anni '70 (es. il lago Taiping ), per una superficie totale di 33,4 ettari. Molti altri, come Longxugou e Lianhuachi, sono diminuiti in termini di dimensioni perché parzialmente riempiti. Il governo ha poi accorpato alcuni dei laghetti extra-urbani in bacini più grandi. Furono creati parchi pubblici al Parco Taoranting e ai laghi Longtan, Yuyuantan e Zizhuyuan. Alcuni nuovi sistemi fluviali furono costruiti negli anni '50: i fiumi Kunyu e Jingmi.

## Influenze

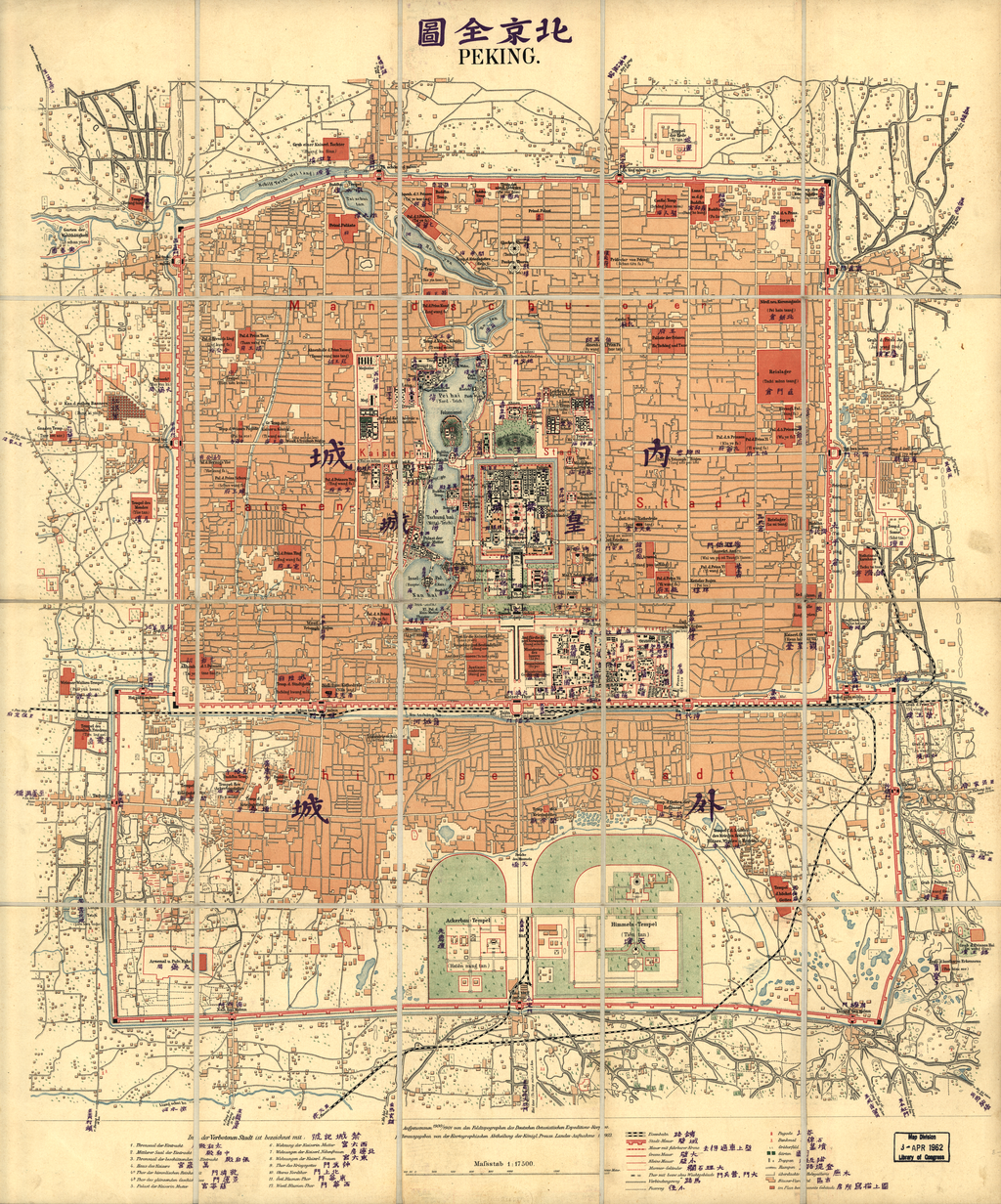
Una mappa di Pechino del 1914, redatta al Corpo di spedizione tedesco dell'Asia orientale.

Pechino, il centro politico, culturale, militare e commerciale dell'impero cinese, fu la capitale delle ultime tre dinastie della Cina e l'ultima capitale imperiale costruita nella storia della Cina. Continuando e migliorando le tradizioni di costruzione e pianificazione delle precedenti dinastie, Pechino incarnò alcuni dei più alti traguardi nel campo della pianificazione urbanistica al tempo dei Ming e dei Qing. La costruzione del sistema di fortificazione ampliò soluzioni riprese dalla capitale Yuan di Dadu e dalla prima capitale Ming di Nanchino e tracciò il solco per l'urbanistica pre-repubblicana. È l'esempio finale dello stile di pianificazione urbana dinamico/quadrangolare sviluppato in Cina in 3.200 anni. Abbinava da vicino la scala di Chang'an della dinastia Tang. La città fu attentamente pianificata durante la prima dinastia Ming, con un asse centrale che attraversava i punti centrali delle mura nord e sud, dividendo la città in due parti uguali per soddisfare gli ideali confuciani di 居中不偏 e 不正不威. La Città Proibita era al centro di tutto, con il Monte della Longevità (Jingshan) appena a nord dei palazzi. La Città Imperiale, che circonda i palazzi, forniva tutto il necessario per il mantenimento dello stile di vita dell'Imperatore nella Città Proibita. Le sezioni meridionali della città furono assegnate a funzionari e burocrati, mentre le Città Interna ed Esterna servivano come protezione aggiuntiva per la Città imperiale e il complesso palaziale. Le strade, i viali e le passeggiate della città erano diritti e larghi, presentando l'ideale imperialistico dell'ordine. Tutto, compresi i templi buddisti, i templi taoisti, i quartieri degli affari, i parchi e le residenze familiari imperiali, era pianificato in accordo alla struttura cittadina, con un ordine molto più rigoroso di Dadu e di dimensioni maggiori. Il progetto delle fortificazioni di Pechino prese in prestito elementi dal Wujing Zongyao della dinastia Song settentrionale (960–1127) e la già sviluppata esperienza nella costruzione di fortificazioni della dinastia Song meridionale (1127–1279). Tutte le strutture usavano mattoni e pietre come fondamenta piuttosto che terra battuta, comprese le torri di avvistamento, le torri di guardia angolari, i barbacani, le torri d'avvistamento e le chiuse. Con una difesa sia planare sia spaziale della città, Pechino vantò il miglior sistema di fortificazioni della Cina, il più grande successo dell'ultima dinastia nella progettazione della fortificazione della città.
Le fortificazioni di Pechino furono descritte dall'architetto americano Edmund Bacon come "il più grande successo architettonico singolo dell'uomo sulla faccia della Terra". Lo studioso svedese Osvald Sirén così descrisse le maestose vedute della fortificazione nel suo libro The Walls and Gates of Peking: "Le porte possono essere chiamate le bocche della città; sono le aperture attraverso le quali questo enorme corpo murato di mezzo milione o più di organismi respira e parla. La vita di tutta la città si concentra alle porte; tutto ciò che ne esce o entra deve passare attraverso queste strette aperture e ciò che passa dentro e fuori non è semplicemente una massa di veicoli, animali ed esseri umani, ma pensieri e desideri, speranze e disperazioni, morte e nuova vita attraverso le processioni di matrimoni e funerali. Alle porte si può sentire il battito di tutta la città, mentre la sua vita e il suo scopo scorrono attraverso le strette aperture - un battito del polso che dà il ritmo della vita e dell'attività di questo organismo complesso che si chiama Pechino". Profeticamente, Sirén concluse con una visione pessimistica sul futuro delle fortificazioni.

## Conservazione
La richiesta di restauro dell'architettura antica si è rafforzata nel periodo che ha preceduto la 29ª Olimpiade, ospitata a Pechino. Sono state fatte richieste per una ricostruzione completa o parziale dell'originale sistema di difesa della città a forma di "凸". La ricostruzione recentemente completata di Yongdingmen è un esempio di tale lavoro e probabilmente sarà seguita da altri interventi simili in futuro. Un sistema di fossato interno ed esterno restaurato entrerà a far parte della rete idrica pubblica; la ricostruzione delle tre porte a sud dell'asse centrale della città (e forse tutte e nove le porte e le tre torri angolari della città interna) è in discussione da parte dei funzionari. Tuttavia, gli ex siti delle porte Fuchengmen, Chaoyangmen e Xuanwumen, sono ora strade trafficate con grattacieli e altri importanti edifici. Un'alternativa sarebbe ricostruirli nelle vicinanze, in siti meno affollati. Alcuni dei progetti più probabili sono il restauro delle fortificazioni rimanenti e la ricostruzione di parti delle mura della città, progetti che sono meno scoraggianti e richiedono minori finanziamenti. Tra il 2001 e il 2003, la parte esistente della cinta muraria interna a sud della stazione ferroviaria di Pechino è stata completamente restaurata ed è stata aperta al pubblico come "Parco delle reliquie delle mura cittadine dei Ming". Altri segmenti di mura sono stati aggiunti al parco nel 2005 e nel 2006. Anche la Torre d'Angolo Sudorientale, ora restaurata, fa parte del parco. Il restauro della sezione delle mura della città vicine all'Antico Osservatorio di Pechino e la sua torre d'avvistamento sono in fase di pianificazione, così come il barbacane di Zhengyangmen.

### Esplicative
1. ↑  见 明清时期的北京城 Archiviato il 6 aprile 2007 in Internet Archive. 。 此派观点认为，明代兴建北京宫殿时，将中轴线向东平移了150米左右，将元代宫殿中轴置于西方方位、即"白虎位"或"杀位"上，在风水学说中为魇镇前朝王气的做法，同时也为在紫禁城西侧开挖筒子河提供了空间。今北京故宫内武英殿东边的断虹桥即元代宫城崇天门前的周桥，其依据为该桥桥面原极华丽，桥面上有汉白玉石雕云龙瑞兽，此做法在辽、金、元宫殿中只用于宫城正门之前居中位置的御桥。断虹桥桥面花纹在明初被朱元璋下令凿平。此外，从明清北京城市中轴线的位置来看，其轴线位置偏东，正阳门与崇文门之间的距离要小于正阳门与宣武门之间的距离。
 Beijing during Ming and Qing dynasties Archiviato il 6 aprile 2007 in Internet Archive. - Questa scuola di pensiero crede che quando Pechino fu costruita dai Ming il suo asse centrale fu spostato a est di 150 m onde collocare a ovest l'asse del palazzo imperiale Yuan, cioè nella posizione "tigre bianca"/"omicida" che in accordo al Feng Shui era un modo per estirpare lo spirito della vecchia dinastia e contemporaneamente per garantire spazio al fiume Tonghzi a occidente della Città Proibita. Today inside the Forbidden City in Beijing off the east Wu Ying Yuan Miyagi Hongqiao namely Chong-day week in front of the bridge, on the basis of the original bridge deck very ornate, white marble stone carving Yunlong auspicious on the deck, this practice in the Liao, Jin Yuan palace just before the center position for the main entrance of the Royal Miyagi bridge. Hongqiao deck off pattern in the early Ming emperor ordered chipping. In addition, from the position of the axis of the Ming and Qing Beijing city view, its axis eastward from Zhengyang and Chongwenmen is less than the distance between the between ZhenYangMen and Xuanwumen.
2. ↑  Nel XVIII secolo, le 1151 compagnie delle Bandiere erano divise in: 681 compagnie manciù, 204 compagnie mongole e 266 compagnie cinesi (Han) - v. Elliot MC (2001), The Manchu way : The 8 Banners and ethnic identity in late imperial China, Stanford University Press, p. 335.
3. ↑  《国榷》卷九十、《明季北略》卷五：崇祯二年十一月二十日，宣府总兵侯世禄、大同总兵满桂屯兵德胜门，与后金军交战，城上守军发炮助战，误中满桂所部将士，满桂本人也负伤，率残兵百余人退入德胜门瓮城。>《国榷》卷一百、《流寇长编》卷十七、《甲申纪事》：崇祯十七年三月十七、十八两日，李自成军冒雨猛攻北京内城，城上守军惧且怨，乃施放空炮，炮内未装铅子，借以敷衍塞责。
"National Monopoly" volume ninety, "Ming Dynasty Northern Strategy," Kango: November 20 Chongzhen two years, the government declared the Chief Hou Shilu, full 桂屯兵 Deshengmenwai Datong Chief, and the Later Jin army war, defenders fired assist in the city, his troops soldiers mistakenly filled Gui, Gui Man himself wounded, the rate of remnants of hundreds of people back into Deshengmen Urn. > "National Monopoly" volume one hundred "bandits long series" Volume 17, "Monkey Chronicle": Chongzhen seventeen years March 17, eighteen two days, Li Zicheng army stormed the rain Beijing inner city, the city Shou Army fear and resentment, is applied sake of making criticisms, not equipped with bullet in a gun, thereby perfunctory.
4. ↑  北京皇城六门之说常见于明朝，当时以大明门为皇城正门，承天之门为宫城外门，因此皇城城门包括大明门(大清门)、长安左门、长安右门、东安门、西安门和厚载门(地安门)；七门之说常见于清朝，包括大清门、长安左门、长安右门、天安门、东安门、西安门和地安门，天安门为皇城正门；八门之说见于清代编纂的一些北京地方史志，将天安门之北的端门也算作皇城城门；四门之说亦常见于清朝，尤其是民间，仅包括天安门、东安门、西安门和地安门
six gates of the Imperial City, said Beijing is common in the Ming Dynasty, when the Ming dynasty to the main entrance gate of the Imperial City, Miyagi outside the door to Edward's door, so Imperial gates include Daming door (Da Qing Gate), Chang left door, Chang'an right door, Dong'anmen, Xi'an doors and thick set door (Tiananmen Square); seven is said is common in the Qing Dynasty, including the Great Qing Gate, Changan left door, right door Chang'an, Tiananmen Square, Tiananmen Square East, Xi'an door and Tiananmen Square, Tiananmen Square, the main entrance to the Imperial City; seen in some of the eight gates of said Beijing Local Chronicles Compilation of Qing Dynasty, the north end of Tiananmen Gate also counted as Imperial gate; four is said also common in the Qing Dynasty, especially folk, including Tiananmen Square only, Dong'anmen, Xi'an Gate and Tiananmen Square
5. ↑  周礼记载，天子五门，自外向内依次为皋门、雉门、库门、应门、路门。北京皇城和宫城城门的设置参考了周礼，但五门对应位置有歧见。一种说法是大明门/大清门为皋门，承天门/天安门为雉门，端门为库门，午门为应门，太和门为路门；另一种说法是天安门为皋门，端门为雉门，午门为库门，太和门为应门，乾清门为路门。若按《周礼·考工记》中路门内为寝(即路寝)的说法，则端门应相当于雉门。若按同书中关于大朝、日朝和燕朝的区分来看，则端门相当于库门。若将端门看作是宫城的外门，则承天门也应算作宫城的外门。但《大清会典》将天安门定为皇城正门，午门为紫禁城正门，则端门应当为皇城正门的内门，或者宫城正门的外门。
Zhou records, the emperor five-door, from the outside in order of Gao door, pheasant doors, garage doors, the door, the way the door. Beijing Imperial City and Miyagi gates set with reference to Zhou, but five corresponding positions have differences. One theory is that Ming dynasty gate / door to Gao Qing door, Edward door / gate Tiananmen as pheasant, the side door to the garage door, the door to the Meridian Gate, Gate of Supreme Harmony is the way the door; another way is to Gao Tiananmen Gate, the side door of pheasant door, the Meridian Gate of Tocumen, Gate of Supreme Harmony of the door, - {dry} - clean doors for the road gate. If you press the "Systematic Research" middle door to sleep (i.e., sleep way) to say, the end of the door shall be equivalent to the pheasant door. If you press the same book on the Dachao, Richao and Yanchao toward the distinction of view, the end of the gate is equivalent to Tocumen. If the side door viewed Miyagi outside door, the door should also be counted as Miyagi Edward outer door. But the "Great Qing Code" will be the main entrance of Tiananmen Square as the Imperial City, Meridian Gate of the Forbidden City main entrance door should be within the end of the Imperial City main entrance door, or Miyagi outside the main entrance door.
6. ↑  《光绪顺天府志》京师志三·宫禁下："永乐十五年，始改建皇城于东，去旧宫里许……转西向北，曰北安门，即俗称厚载门是也"
"Guangxu Shuntian Chi" Chi 18 March at the Imperial palace: "Yongle fifteen years, beginning in the East Imperial alterations, to the Palazzo Vecchio in the promise ...... turn west to the north, said the north of Tiananmen Square, commonly known as thick load door It is also"

### Bibliografiche
1. ↑  Haw (208), pp. 4, 20, 32 e 40-41.
2. ↑  Man J (2015), The Mongol Empire, Corgi, ISBN 9780552168809, pp. 198–202.
3. ↑  《明史纪事本末》、《纲鉴易知录》卷八
"History of the Ming Major Events", "Gang Jian Yi Zhi Lu" Juanba.
4. 1 2 3  《北京城垣的保护与拆除》,《北京规划建设》1999年第2期
"Beijing city wall protection and removal" "Beijing plans to build" 1999 2.
5. 1 2  《明史纪事本末》、《甲申传信录》
"History of the Ming Major Events", "A Shenchuan Xin Lu"
6. 1 2  《大清会典》
"Qing Hui"
7. ↑  《明史·兵志一》
"Ming Shi Bing Zhi one"
8. 1 2 3  《光绪顺天府志·京师志八：兵制》
"Guangxu Shuntian Chi Chi Capital VIII: Military System"
9. ↑  [日]佐原笃介《拳乱记闻》
[date] Sawara Benedict mediator "Boxer mind the smell"
10. ↑  《瓦德西拳乱笔记》
"Waldsee Boxer Notes"
11. ↑  乾隆钦定《日下旧闻考》，卷十三
dry Long Qin given "old news the next test," Volume Thirteen
12. ↑  《城记》，p. 309
"Cities", p. 309
13. ↑  Roberts M (1991), Three Kingdoms: A Historical Novel, University of California Press, ISBN 978-0-520-22503-9, p. 970.
14. ↑  马福祥--"戎马书生" - 新华网甘肃频道 Archiviato il 24 settembre 2015 in Internet Archive.
Ma Fuxiang - "his military scholar" - Xinhua Gansu Channel
15. ↑  缅怀中国近代史上的回族将领马福祥将军戎马一生 Archiviato il 15 novembre 2014 in Internet Archive.
Memory of Muslim generals in modern Chinese history, General Ma Fuxiang military life
16. ↑  清末民国间爱国将领马福祥__中国甘肃网 Archiviato il 24 settembre 2015 in Internet Archive.
Later Qing & Republican patriotic generals Ma Fuxiang __ China Gansu Network
17. ↑  董福祥与西北马家军阀的的故事 - 360Doc个人图书馆 Archiviato il 14 dicembre 2018 in Internet Archive.
Dong Fuxiang Northwest Ma's Army of the valve - 360Doc personal library
18. ↑  抗击八国联军的清军将领——马福禄 - 360Doc个人图书馆 Archiviato il 14 dicembre 2018 in Internet Archive.
Qing generals fight Boxer Rebellion - MA FULU - 360Doc personal library
19. ↑  Sheridan JE (1966), Chinese Warlord : The Career of Feng Yü-hsiang, Stanford University Press, pp. 139-145.
20. ↑  《城记》，p. 300
"Cities", p. 300
21. ↑  Sirén 1924, p. 130.
22. ↑  Sirén 1924, p. 35.
23. ↑   Larry Clinton Thompson, William Scott Ament and the Boxer Rebellion: heroism, hubris and the "ideal missionary", McFarland, 2009,  p. 52, ISBN 0-7864-4008-2.
24. ↑  (ZH) How many rooms in the Forbidden City, Singtao Net, 27 settembre 2006. URL consultato il 5 luglio 2007 (archiviato dall'url originale il 18 luglio 2007).
25. 1 2   UNESCO World Heritage List: Imperial Palaces of the Ming and Qing Dynasties in Beijing and Shenyang, su whc.unesco.org, UNESCO. URL consultato il 4 maggio 2007.
26. ↑  《光绪顺天府志》京师志三·宫禁下："其紫禁城外，向南第一重曰承天门；二重曰端门；三重曰午门。魏阙西分为左掖门，曰右掖门。转而向东，曰东华门，向西曰西华门，向北曰元武门，此内围之八门也"。
27. ↑  《光绪京师城内河道沟渠图》
"Guangxu river canals capital city map"
28. ↑  《明会典》卷二百，《光绪顺天府志》京师一
"Ming Hui Dian" Volume two hundred, "Guangxu Shuntian Chi" capital a
29. ↑  《中国古代城市地理》, p. 230
"Chinese Ancient Cities Geography", p. 230
30. ↑  《中国古代建筑史》第四卷，p. 31
"History of Ancient Chinese Architecture" Volume IV, p. 31
31. ↑  《中国古代城市地理》, p. 84
"Chinese Ancient Cities Geography", p. 84
32. ↑  《在北京生存的100個理由》尹麗川等著 遼寧教育出版社 "The Axis: Life Source of Beijing" Archiviato il 7 gennaio 2008 in Internet Archive.
"100 reasons to live in Beijing," Yin Lichuan waiting Liaoning Education Press, "The Axis: Life Source of Beijing"
33. ↑  Sirén 1924, p. 128.
34. ↑  参见《北京日报》、《北京晚报》在2003年至2006年对北京城垣复建计划的相关报道
See "Beijing Daily", "Beijing Evening News" in 2003-2006 on the Beijing city wall reconstruction program-related reports